# 1987
Het jaar 1987 is een jaartal volgens de christelijke jaartelling.

## Gebeurtenissen
januari
- Het rijden op de fiets met reflectoren aan de zijkant van de banden, de zogenaamde fietsbandreflector, wordt verplicht gesteld.
- 8 - In Tsjaad gaan de regeringstroepen samenwerken met de aanhangers van oud-president Goukouni Weddeye, die tot deze datum in verbinding stonden met Libië.
- 14 - Van de 37 soorten kleine zangvogels in Europa worden er volgens opgaven van een wetenschappelijk instituut in München 26 met uitsterven bedreigd.
- 16 - Opstandige militairen in Ecuador ontvoeren Léon Febres Cordero, om de vrijlating af te dwingen van hun leider, de voormalige luchtmachtchef Frank Vargas.
- 16 - De secretaris-generaal van de communistische partij van China, Hu Yaobang, treedt af en wordt opgevolgd door premier Zhao Ziyang.
- 22 - Voor het oog van de camera pleegt de Amerikaanse minister van financiën van de staat Pennsylvania Budd Dwyer zelfmoord. Dwyer werd beschuldigd van corruptie.
- 22 - Stabiliteit wil nog niet intreden op de Filipijnen. In de hoofdstad Manilla openen soldaten in de buurt van het presidentiële paleis het vuur op een menigte van 10.000 betogers, die voor landhervormingen demonstreren. Er worden 16 mensen gedood. Op 27 januari mislukt een couppoging tegen president Corazon Aquino. Toch stemt twee derde van de kiezers op 2 februari voor de nieuwe grondwet.
- 25 - Hana Mandlíková wint de Australian Open. In de finale in Melbourne verslaat de Tsjechische tennisspeelster de Amerikaanse titelverdedigster Martina Navrátilová: 7-5 en 7-6.
- 27 - De Russische partijleider Michail Gorbatsjov levert in een opvallende rede kritiek op de fouten van het verleden. Hij roept op tot democratisering van de partij en de Russische samenleving. Op 2 februari wordt een eerste groep dissidenten vrijgelaten.
- 31 - Voor het eerst in de geschiedenis wordt een Nederlandse speelfilm onderscheiden met een Oscar. De aanslag van Fons Rademakers wordt bekroond als de beste niet-Engelstalige film van 1986. Regisseur/producent Rademakers ontvangt de Oscar uit handen van acteur Anthony Quinn.
- De Brabander Jan de Rooy wint de Dakar-rally in de categorie vrachtwagens.
- Rond half januari zucht Nederland onder een extreme koudegolf. De temperatuur komt op veel plaatsen zelfs overdag niet boven −10° uit, en in combinatie met een harde wind is het zo onaangenaam dat het KNMI voor het eerst waarschuwt thuis te blijven.
- Paul Rosenmöller is als bestuurder van de Vervoersbond FNV de drijvende kracht achter een weken durende havenstaking.

februari
- 6 - In West-Duitsland ontstaat een grote rel rond 3000 ton door Tsjernobyl radioactief besmette wei, die met geld van de overheid in stilte naar Egypte moest worden geëxporteerd.
- 8 - Het Nederlands Openluchtmuseum in Arnhem stelt zijn deuren gratis open in een poging het museum voor sluiting te behoeden.
- 9 - In Marseille dringen zeven zwaarbewapende overvallers een bankgebouw binnen, en gijzelen 23 mensen gedurende bijna een dag. Met een buit van 200 miljoen Franse francs ontsnappen ze door een vooraf gegraven tunnel naar het riool.
- 10 - Het Rode Kruis eist onmiddellijke toelating tot de door sjiitische Amal-milities belegerde Palestijnse vluchtelingenkampen in Libanon. Vier dagen later staan de milities voor het eerst in maanden toe dat er levensmiddelen en medicijnen naar de kampen worden gebracht. Hoofdzakelijk leven daar vrouwen en kinderen, die worden bedreigd door honger en epidemieën. Pas in april weten Syrische troepen de belegering te beëindigen.
- 14/15 - Voor het eerst is er op een overdekte ijsbaan een wereldkampioenschap schaatsen, en wel in het gloednieuwe Thialf-stadion in Heerenveen. De Nederlander Leo Visser rijdt op de vijf kilometer een nieuw wereldrecord.
- 15 - Een politieke grap van de Nederlands-Duitse showmaster Rudi Carrell loopt uit de hand als de Iraanse regering aanstoot neemt aan het zogenaamd werpen van damesslips en BH's naar de Iraanse geestelijk leider Khomeini.
- 20 - Mizoram wordt een nieuwe deelstaat van India.
- 20 - Met de 108 miljard dollar heeft Brazilië de grootste buitenlandse schuld van alle Derdewereldlanden. Tot schrik van het internationale bankwezen kondigt de regering aan voor een periode van 90 dagen alle rentebetalingen stop te zetten.
- 21 - De Franse politie arresteert vier vermoedelijke terroristen. Ze worden geacht de leiders te zijn van de linkse terreurorganisatie 'Action Directe'.
- 22 - Valérie Albada Jelgersma wordt bevrijd van haar ontvoering. Vader Eric Albada Jelgersma is topman/eigenaar van Unigro.
- 24 - Waarneming op het zuidelijk halfrond van supernova SN 1987A in de Grote Magelhaense Wolk.
- 26 - In Washington komt de Commissie-Tower met haar eindrapport over 'Irangate', het grote Iran-Contraschandaal. Het kon niet worden bewezen dat president Ronald Reagan kennis had van alle implicaties. Niettemin is er sprake geweest van ernstige bestuurlijke fouten van het Witte Huis. Op 4 maart gaat Reagan in het offensief en neemt de verantwoordelijkheid op zich voor een reeks gesignaleerde fouten.
- 26 - Omdat de VS weigeren af te zien van hun atoomproeven, beëindigt de Sovjet-Unie het eenzijdige uitstel dat 19 maanden heeft standgehouden en voert ook zelf weer een testexplosie uit.

maart
- 2 - Vooral de provincie Drenthe wordt getroffen door extreem veel ijzel. Voorwerpen worden bedekt door een ijslaag van ten minste 1 centimeter dik. Bomen en hoogspanningsmasten knappen af.
- 6 - De Britse veerboot Herald of Free Enterprise kapseist voor de Belgische kust. 193 mensen, voornamelijk Britten, komen om het leven.
- 6 - Een onderzoek door deskundigen wijst uit dat kleine kinderen die in de buurt van de twee centra voor nucleaire bewapening wonen, een twee keer zo groot risico lopen dat zich in hun lichaam leukemie ontwikkelt als de kinderen elders in het land.
- 21 - Voor een recordbedrag van 17 miljoen Nederlandse gulden verhuist voetballer Ruud Gullit van PSV naar AC Milan.
- 23 - Na onenigheid over de benoeming van een nieuwe partijwoordvoerder treedt Willy Brandt af en wordt als partijvoorzitter opgevolgd door Hans-Jochen Vogel. Brandt leidde gedurende 23 jaar in de Bondsrepubliek de socialistische SPD.
- 25 - Door prins Filip wordt de eerste Europese ECU geslagen. De ECU zal de voorloper van de euro worden.
- 30 - Het Londense veilinghuis Christie's verkoopt voor 22,5 miljoen Britse pond het schilderij Zonnebloemen van Vincent van Gogh. Dit is het hoogste bedrag dat tot dat moment ooit voor een schilderij werd betaald.

april
- 1 - Japanese National Railways wordt geprivatiseerd.
- 2 - De lancering van de eerste reeks IBM PS/2 personal computers.
- 5 - Nederland eindigt als zevende en voorlaatste bij het wereldkampioenschap ijshockey voor B-landen in Italië en degradeert naar de C-poule.
- 6 - Ondanks hevige protesten neemt het Griekse parlement een wet aan die het landbezit van de Grieks-Orthodoxe Kerk nationaliseert.
- 12 - De Indiase minister van defensie V.P. Singh wordt ontslagen nadat hij een omvangrijke smeergeldaffaire aan het licht heeft gebracht bij de aankoop van wapens door het leger. De betreffende omkoopsommen zouden ten goede zijn gekomen aan de regeringspartij en de hoogstgeplaatsten in de Indiase samenleving.
- 13 - Portugal en China tekenen een overeenkomst waarbij het eiland Macau in 1999 wordt teruggegeven aan China. China zegt toe dat Macau daarna nog ten minste 50 jaar in belangrijke autonoom zal mogen blijven. Uiteindelijk wordt Macau op 20 december 1999 overgedragen aan China.
- 13 - Turkije stelt zich kandidaat voor toetreding tot de EEG.
- 16 - Officieren van het Argentijnse leger muiten tegen de gekoze president Raúl Alfonsín. Ze eisen de vrijlating van de tot dat moment veroordeelde generaals en een volledige amnestie voor alle militairen die zich in de tijd van het militair bestuur schuldig hebben gemaakt aan schendingen van mensenrechten. De muiterij kan op 20 april vreedzaam worden beëindigd – alleen de militairen met een hogere rang dan brigade-generaal zullen nog worden berecht.
- 17 - De Amerikaanse regering legt hoge invoerheffingen op Japanse elektronicaproducten op, waarin halfgeleiders zijn verwerkt. De reden is dat Japan het akkoord uit 1986 over de verkoop van computerchips niet nakomt.
- 18 - In Manilla komen ontevreden troepen in opstand. Troepen die loyaal zijn aan de Filipijnse regering slaan de opstand neer.
- 20 - In Algiers begint het congres van de Palestijnse Nationale Raad. In de aanloop ervan verzoent PLO-leider Yasser Arafat zich met de leiders van radicale fracties, George Habash en Nayef Hawatmeh, die zich in 1983 aan zijn leiding onttrokken. Een dag later verbreekt Marokko tijdelijk zijn betrekkingen met de PLO, omdat het congres de vrijheidsstrijd van de Saharanen tegen Marokko op één lijn stelt met de situatie in Palestina.
- 22 - Het staatsvervoersbedrijf van Zuid-Afrika ontslaat 17.500 zwarte spoorwegarbeiders en maakt op die radicale manier een einde aan een al zes weken aanhoudende staking. Bij protesten tegen deze gang van zaken worden zes arbeiders doodgeschoten.
- 25 - Joop Zoetemelk wint de 22ste editie van de Amstel Gold Race.

mei
- 2 - Zweden wint het wereldkampioenschap ijshockey in Oostenrijk.
- 8 - Bij een vuurgevecht met veiligheidstroepen in het plaatsje Loughgall in Noord-Ierland worden acht IRA-leden doodgeschoten, onder wie IRA-leider Jim Lynagh.
- 8 - De grootste kanshebber op de Democratische kandidatuur voor de Amerikaanse presidentsverkiezingen, Gary Hart, stapt uit de verkiezingsrace nadat de pers zijn buitenechtelijke escapade met een fotomodel groot heeft opgeblazen.
- 9 - In Brussel wordt het 32e editie van het Eurovisiesongfestival gehouden. Het wordt gewonnen door "Hold me now", gezongen door Johnny Logan voor Ierland.
- 12 - Aida, gebaseerd op de gelijknamige opera van Giuseppe Verdi, krijgt een uiterst spectaculair bedoelde uitvoering tegen het decor van de Tempels van Luxor in Egypte. Het exclusieve publiek krijgt zijn zeer bijzondere voorstelling, maar qua uitvoering flopt alles.
- 13 - In Athene wint Ajax de Europa Cup voor Bekerwinnaars door in de finale Lokomotiv Leipzig met 1-0 te verslaan. Marco van Basten maakte na 21 minuten het doelpunt.
- 14 - In het eilandrijk Fiji in de Grote Oceaan neemt het leger de macht over van de gekozen regering van premier Timoci Bavadra. Achtergrond van de coup is de raciale spanning tussen Indiërs en Fijiërs, die tot uitbarsting kwam naar aanleiding van het feit dat de Indiërs voor het eerst de regering overheersten.
- 17 - Een Britse Piper Arrow PA28 met vier inzittenden komt boven het VOR-radiobaken van Sint-Niklaas in botsing met een Belgische Cessna 185 van de Aero-Paraclub der Kempen in Oostmalle, met vier valschermspringers en de piloot. Alle negen inzittenden van beide vliegtuigen komen om het leven.
- 22 - Gastland Nieuw-Zeeland opent het eerste officiële wereldkampioenschap rugby met een 70-6 overwinning op Italië in het Eden Park-stadion in Auckland.
- 28 - PSV wordt voor de 2e keer op rij kampioen van Nederland, door het Rotterdamse Excelsior met 3-2 te verslaan.
- 28 - De 18-jarige West-Duitser Mathias Rust landt met een sportvliegtuigje op het Rode Plein in Moskou. Het lek in de verdediging van het luchtruim van de Sovjet-Unie dat hierdoor aan het licht komt, leidt tot het ontslag van een aantal hooggeplaatste Russische militairen. Rust wordt tot vier jaar werkkamp veroordeeld.

juni
- 1- De premier van Libanon, Rashid Karami, wordt in een legerhelikopter het slachtoffer van een aanslag met explosieven.
- 6 - Er breken ernstige rellen uit in Oost-Berlijn uit als enkele duizenden jongeren het openlucht popconcert dat aan de overzijde van de Berlijnse Muur plaatsvindt, willen beluisteren.
- 8 - Kort na elkaar komen in Nederland verschillende ontuchtzaken aan het licht. Het ernstigste is wat er in Oude Pekela zou zijn gebeurd: circa 70 kinderen zouden zijn misbruikt door diverse volwassenen. De daders zijn nooit gevonden. Wellicht was hier sprake van massahysterie.
- 8 - Vanuit Oost-Suriname vluchten duizenden marrons over de Marowijnerivier naar het buurland Frans-Guyana. Het leger is in het offensief gegaan tegen het Junglecommando van Ronnie Brunswijk, dat in het gebied een succesvolle guerrilla voert.
- 10 - In Zuid-Korea stelt de regeringspartij DJP haar voorzitter Roh Tae-woo kandidaat om president Chun Doo-hwan op te volgen. In het hele land breken ernstige onlusten uit, met als aanleiding dat de plannen van de regering inhouden dat er geen presidentsverkiezing door het volk wordt gehouden, maar door een college van kiesmannen. Roh Tae-woo komt daarop zelf met een democratiseringsplan, waarmee president Chun onder zware internationale druk op 1 juli instemt.
- 11 - De Conservatieven winnen de parlementsverkiezingen in het Verenigd Koninkrijk. Margaret Thatcher wordt voor een derde termijn als premier benoemd. Zij is de enige Britse premier die dit in de 20e eeuw haalt.
- 11 - In reactie op een algemene staking roept de regering van Panama de noodtoestand uit, voert de censuur in en draagt de ordehandhaving in de hoofdstad over aan de Nationale Garde onder leiding van 'sterke man' generaal Manuel Noriega.
- 14 - Dertien jaar na de val van het keizerrijk laat het nu socialistische Ethiopië verkiezingen houden. Alle kandidaten zijn voorgedragen door de communistische eenheidpartij, de vakbonden en het leger.
- 20 - In het Eden Park-stadion in Auckland wint gastland Nieuw-Zeeland het eerste officiële wereldkampioenschap rugby en daarmee de eerste Webb Ellis Cup door Frankrijk in de finale met 29-9 te verslaan.
- 27 - Egbert Streuer en Bernard Schnieders winnen de zijspanklasse van de TT Assen.
- 28 - In het Wagener-stadion in Amstelveen wint de Nederlandse vrouwenhockeyploeg de eerste editie van de strijd om de Champions Trophy. Het mannenteam eindigt als tweede.

juli
- 2 - De Belgische staat slaagt er niet in om de erfenis van de schilder René Magritte, de beroemde surrealist, voor het land te bewaken: de collectie wordt in Londen geveild.
- 7 - Een commissie van het Amerikaans Congres onderzoekt het Iran-Contraschandaal met verhoren van de medewerkers van de Nationale Veiligheidsraad. De in Europese ogen nogal komische, militaristische luitenant-kolonel Oliver North groeit in zijn verhoor tot een nationale held, maar vooral is zijn getuigenis zeer belastend voor zijn superieuren.
- 11 - Geboorte van de vijfmiljardste wereldburger. Het betreft een baby in Joegoslavië, zo beslist secretaris-generaal Javier Perez de Cuellar van de Verenigde Naties.
- 14 - Een camping in Le Grand-Bornand wordt tijdens noodweer overspoeld door de buiten haar oevers getreden rivier Borne. 23 mensen komen om het leven.
- 18 - De rechtse, door Zuid-Afrika gesteunde rebellen van de beweging RENAMO zijn volgens de regering van Mozambique verantwoordelijk voor het bloedbad bij Homoine, dat het leven kost aan 386 mensen.
- 19 - Premier Margaret Thatcher van Groot-Brittannië en president François Mitterrand van Frankrijk ondertekenen het verdrag waarbij de bouw van de Kanaaltunnel tussen de beide landen wordt geregeld.
- 22 - De Russische partijleider Michail Gorbatsjov biedt het westen een wereldwijde 'dubbele nuloptie' aan voor kernwapens voor de korte en middellange afstand.
- 23 - In Moskou demonstreren Krim-Tataren voor het recht om naar hun geboorteland de Krim te mogen terugkeren. Na de Tweede Wereldoorlog waren ze door Jozef Stalin naar Centraal-Azië gedeporteerd, omdat hun nationalistische streven in verband werd gebracht met collaboratie met de Duitsers.
- 26 - De Ierse wielrenner Stephen Roche wint voor de eerste keer de Ronde van Frankrijk.
- 31 - In Mekka komen honderden vooral Iraanse pelgrims om het leven tijdens de Haj. Gastland Saoedi-Arabië beschuldigt Iran van een geplande actie om de Al-Masjid al-Haram te bezetten en Ayatollah Khomeini uit te roepen tot "leider van alle moslims". Iran stelt daar tegenover, dat Saoedi-Arabische troepen het vuur zouden hebben geopend op "vreedzame betogers tegen het Amerikaanse imperialisme en hun zionistische knechten".

augustus
- 4 - Publicatie van het VN-rapport "Our Common Future" later bekend geworden als het Brundtland-rapport.
- 7 - De vijf landen in Midden-Amerika die betrokken zijn bij de burgeroorlogen in het gebied bereiken in de hoofdstad van Guatemala, Guatemala-Stad, verrassend een eerste gezamenlijk akkoord dat bekend wordt onder de naam Esquipulas 2. Het zal als basis moeten dienen voor een dialoog tussen de strijdende partijen en voor uitschakeling van de buitenlandse inmenging (van met name Cuba en de VS). De Costaricaanse president Óscar Arias krijgt voor zijn inspanningen ten aanzien van het akkoord in oktober de Nobelprijs voor de Vrede.
- 8 - Openingsceremonie van de tiende Pan-Amerikaanse Spelen, gehouden in Indianapolis.
- 13 - In Heverlee wordt Patrick Haemers, bendeleider, door drie zwaarbewapende handlangers bevrijd uit de celwagen waarmee hij wordt vervoerd.
- 17 - Steffi Graf lost Martina Navrátilová na negentig weken af als de nummer één op de wereldranglijst der proftennisspeelsters, en de Duitse houdt bijna vier jaar stand.
- 17 - De Duitse nazioorlogsmisdadiger Rudolf Hess, de laatste nog in leven zijnde gedaagde uit het Proces van Neurenberg, pleegt zelfmoord in de Berlijnse Spandaugevangenis. De voormalige plaatsvervanger van Adolf Hitler was op het proces tot levenslange gevangenisstraf veroordeeld.
- 19 - In het Engelse Hungerford schiet een man zestien mensen en zichzelf dood.
- 23 - In de hoofdsteden van de drie Baltische staten wordt gedemonstreerd tegen de Russische overheersing. Aanleiding is de 48ste verjaardag van het Duits-Russische niet-aanvalsverdrag tussen Adolf Hitler en Jozef Stalin, waarbij de drie landen aan de Sovjet-Unie werden overgeleverd.
- 28 - In de Filipijnen leidt generaal Gregorio Honasan een aanval van 1200 soldaten op het Malacañang Palace. De couppoging tegen president Corazon Aquino  wordt echter door het Filipijnse leger onder leiding van Fidel Ramos neergeslagen. Bij de coup komen 53 mensen om het leven.
- 30 - In Moskou prolongeert de Nederlandse hockeyploeg de Europese titel door in de finale Engeland na strafballen te verslaan.

september
- 1 - In België wordt het Koninklijk Besluit van kracht dat het roken verbiedt op alle openbare plaatsen in België.
- 5 - In Amsterdam wordt het homomonument onthuld ter nagedachtenis van vervolgde homo's in de nazitijd.
- De inwoners van Nieuw-Caledonië, onder wie 40% Fransen, kiezen voor continuering van de status als Frans territorium.
- 7 - De Nederlander Klaas de Jonge mag Zuid-Afrika verlaten nadat hij twee jaar ondergedoken heeft gezeten op de Nederlandse ambassade in Pretoria. De Jonge wordt verdacht van steun aan de verboden zwarte verzetsbeweging ANC.
- 9 - Ferdi Elsas ontvoert in zijn eentje Ahold-topman Gerrit Jan Heijn en vermoordt hem dezelfde dag nog.
- 11 - Op Jamaica wordt zanger Peter Tosh doodgeschoten.
- 11 - Het Surinaamse leger dood vijftien burgers op de weg van Brownsweg naar Pokigron.
- 13 - In Londen winnen de Nederlandse hockeysters de Europese titel door gastland Engeland in de finale na strafballen te verslaan.
- 16 - Ondertekening van het Montréalprotocol tot uitbanning van CFK's en andere stoffen die de ozonlaag bedreigen.
- 22 - De Rotterdamse scheepswerf P. Smit Jr. wordt failliet verklaard.
- 27 - Bij een aardverschuiving in een sloppenwijk bij de stad Medellín in Colombia komen meer dan 400 mensen om het leven.
- 30 - Suriname krijgt een nieuwe grondwet als stap in het democratiseringsproces.
- september - MTV Europe begint met op Europa gerichte videoclips.

oktober
- 1 - Bij anti-Chinese onlusten in de Tibetaanse hoofdstad Lhasa vallen diverse doden.
- 4 - De eerste rechtszaak in Nederland vindt plaats waarbij DNA als bewijs wordt geaccepteerd. De verdachte wordt vrijgesproken in een verkrachtingszaak.
- 9 - Op Sri Lanka zetten de Indiase 'vredestroepen' een groot offensief in tegen de rebellerende Tamil Tijgers in Jaffna. De stad valt op 26 oktober in handen van de Indiërs.
- 11 - In een hotel in Genève wordt de zojuist na een politiek schandaal afgetreden premier van de Duitse deelstaat Sleeswijk-Holstein, Uwe Barschel, dood aangetroffen. Eerst wordt aan moord gedacht, maar zelfmoord blijkt de oorzaak.
- 15 - President Thomas Sankara van Burkina Faso komt om het leven bij een staatsgreep. Minister van justitie kapitein Blaise Compaoré volgt hem op als president.
- 19 - De beurskrach op Zwarte maandag doet beleggers sidderen. Nooit eerder daalden wereldwijd de koersen op één dag met meer dan 20%.
- 21 - In België valt de regering Martens over de Happart-kwestie.
- 28 - Bomincident tijdens de EK-voetbal kwalificatiewedstrijd tussen Nederland en Cyprus. Ondanks hevig protest van de Griekse voetbalbond wordt de uitslag niet omgezet in een reglementaire 0-3 nederlaag voor Oranje, maar mag volgens de UEFA de wedstrijd overgespeeld worden. Hierdoor kwalificeert Oranje zich alsnog voor het toernooi in 1988 in Duitsland, en wordt Europees Kampioen.
- oktober - De Amsterdamse kinderarts Guus de Jonge publiceert een baanbrekend artikel over het verschijnsel wiegendood. Hij adviseert rugligging voor zuigelingen.

november
- 7 - De 84-jarige Tunesische president Habib Bourguiba wordt afgezet door zijn premier Zine El Abidine Ben Ali, omdat hij lichamelijk en geestelijk niet meer voldoende toegerust zou zijn voor zijn taak. Ben Ali wordt zelf de nieuwe president.
- 9 - Gelijktijdig gehouden referenda in Italië geven duidelijke meerderheden te zien tegen kernenergie en tegen de onschendbaarheid van rechters en ministers.
- 11 - In de Noord-Ierse stad Enniskillen pleegt de IRA een bomaanslag op de deelnemers aan Remembrance Day, de herdenking van de gevallenen in de Eerste Wereldoorlog. Er vallen elf doden.
- 11 - De veiling van Sotheby's in New York vestigt een nieuw record met het verkoopbedrag voor het schilderij 'Irissen van Vincent van Gogh: 49 miljoen dollar.
- 12 - Suriname treedt toe tot het verdrag van San José. De bevoegdheid van het Inter-Amerikaans Hof voor de Rechten van de Mens wordt door Suriname erkend.
- 17 - Tsunami in de Golf van Alaska.
- 18 - In een eindrapport legt het Amerikaans Congres de verantwoordelijkheid voor het Iran-Contraschandaal bij president Reagan.
- 18 - Er breekt een grote brand uit in het Londense metrostation King's Cross waarbij 31 doden vallen. De regering krijgt ernstige kritiek te verduren omdat de bezuinigingen zozeer ten koste gaan van de gemeentes, de infrastructuur van het openbaar vervoer (de metro), de ziekenhuizen en de scholen.

december
- Iran-Contraschandaal: Het raakt bekend dat de Amerikaanse regering in het geheim wapens heeft geleverd aan Iran.
- 8 - Het eerste bezoek aan de VS van de Russische partijleider Michail Gorbatsjov wordt opgesierd door de ondertekening van het INF-verdrag.
- 9 - Begin van de Palestijnse intifada op de door Israël bezette Westelijke Jordaanoever en Gazastrook.
- 10 - Het Amerikaanse ministerie van handel maakt bekend dat het Amerikaanse handelstekort alleen al in de maand oktober met 25,3 procent is gegroeid, tot 17,6 miljard dollar. De koersen van de aandelen op de beurs van New York storten opnieuw in.
- 12 - De Palestijnse bevolking op de Westelijke Jordaanoever en in de Gazastrook staat volgens de Israëlische pers 'op het punt van een volksopstand': dagelijks zijn er aanvaringen met het Israëlische leger. Op 16 december zet Israël in de Gazastrook voor het eerst tanks in. Op 19 december leveren demonstranten en politie ook in het Arabische deel van Jeruzalem urenlang strijd.
- 13 - Grote verliezer (minus zes zetels) bij de vervroegde parlementsverkiezingen in België is de regerende CVP van premier Wilfried Martens.
- 15 - Ahmad Yassin richt een Palestijnse tak op van de organisatie Moslimbroederschap. Deze zal later de naam Hamas aannemen.
- 15 - Onder druk van aanhoudende protesten moet de regering van Polen geplande prijsverhogingen laten vallen.
- 16 - De uitslag van de eerste directe verkiezingen voor het presidentschap die Zuid-Korea sinds 1971 kende, leidt in de hoofdstad Seoel en in andere steden tot protestdemonstraties en onlusten, omdat de oppositie denkt dat fraude is gepleegd. De kandidaat van de regeringspartij lijkt echter regulier te winnen door verdeeldheid bij de oppositie. Oud-generaal Roh Tae-woo krijgt 35,9 procent van de stemmen, de oppositiekandidaten Kim Young-sam en Kim Dae-jung blijven staan op respectievelijk 27,5 en 26,5 procent.
- 21 - De veerboot Doña Paz komt in aanvaring met de olietanker Vector en zinkt. Het vermoedelijke dodental daarbij was meer dan 4000.
- 31 - Het Surinaamse leger doodt zeven burgers bij Pokigron.

## Muziek

### Klassieke muziek
- 9 januari: eerste uitvoering van Persistèncias van Leonardo Balada
- 13 februari: eerste uitvoering van Il paesaggio van Joonas Kokkonen
- 13 maart: eerste uitvoering van Symfonie nr. 4 van William Bolcom
- 21 maart: eerste uitvoering van Architectonics II van Erkki-Sven Tüür
- 27 maart: eerste uitvoering van Iže cheruvimi van Krzysztof Penderecki
- 29 april eerste publieke uitvoering van Symfonie nr. 7 van Havergal Brian
- 1 mei: eerste uitvoering van Prelude to a pine tree van Vagn Holmboe
- 7 mei: eerste publieke uitvoering van Genesis van Aarre Merikanto
- 17 mei: eerste publieke uitvoering van Symfonie nr. 3 van Havergal Brian
- 11 juni: eerste uitvoering van Fanfare voor CUBE van Witold Lutosławski
- 2 augustus: eerste uitvoering van Sonate voor trombone en piano van Vagn Holmboe
- 14 augustus: eerste uitvoering van Five fold five van William Bolcom
- 17 september:eerste uitvoering van Symfonie V van Isang Yun
- 22 september: eerste uitvoering van Prelude to a willow tree van Vagn Holmboe
- 4 oktober: eerste uitvoering van Fantasías sonoras van Leonardo Balada
- 22 oktober: eerste uitvoering van Nixon in China van John Adams

### Popmuziek
- Studio Brussel zendt op 25 december voor het eerst de Tijdloze 100 uit. Nummer 1 is Child in Time van Deep Purple.
- Het album Faith van George Michael wordt de eerste nummer 1 van de aan het eind van dit jaar opgestarte cd top 40. Voor het eerst worden de Langspeelplaat en cd verkopen in een aparte lijst vermeld.
- De grunge-band Nirvana wordt opgericht.
- Internationale doorbraak van Paolo Conte als zanger met het album Aquaplano met de single Max.
- De punkrock/poprockband Green Day wordt opgericht. Tot 1990 staat de band bekend als Sweet Children.

Bestverkochte singles in Nederland:
1. Piet Veerman - Sailin' home
2. Jan Hammer - Crockett's Theme
3. Mel & Kim - Respectable
4. Whitney Houston - I Wanna Dance with Somebody (Who Loves Me)
5. Rick Astley - Never Gonna Give You Up
6. Mixed Emotions - You Want Love (Maria, Maria...)
7. George Michael - I Want Your Sex
8. Aretha Franklin & George Michael - I Knew You Were Waiting (for Me)
9. Madonna - Who's That Girl
10. U2 - With or Without You

Bestverkochte albums in Nederland:
1. U2 - The Joshua Tree
2. Paul Simon - Graceland
3. Michael Jackson - Bad
4. Robert Cray - Strong Persuader
5. Whitney Houston - Whitney
6. Prince - Sign o' the Times
7. Soundtrack - Miami Vice II
8. Barbra Streisand - One Voice
9. Simply Red - Men and Women
10. Madonna - True Blue

## Beeldende kunst

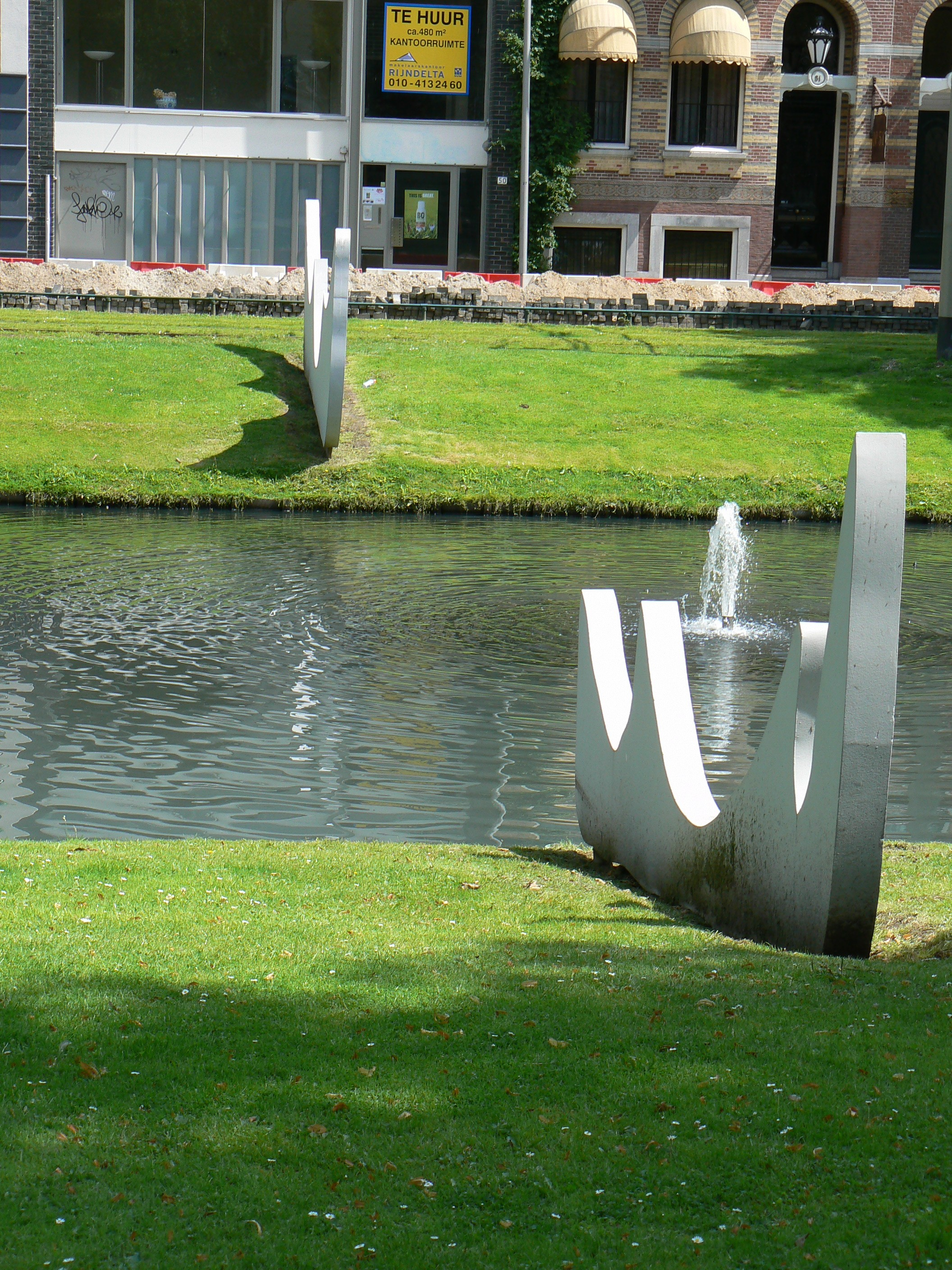
Untitled (2-delig) (1987) Richard Artschwager, Rotterdam
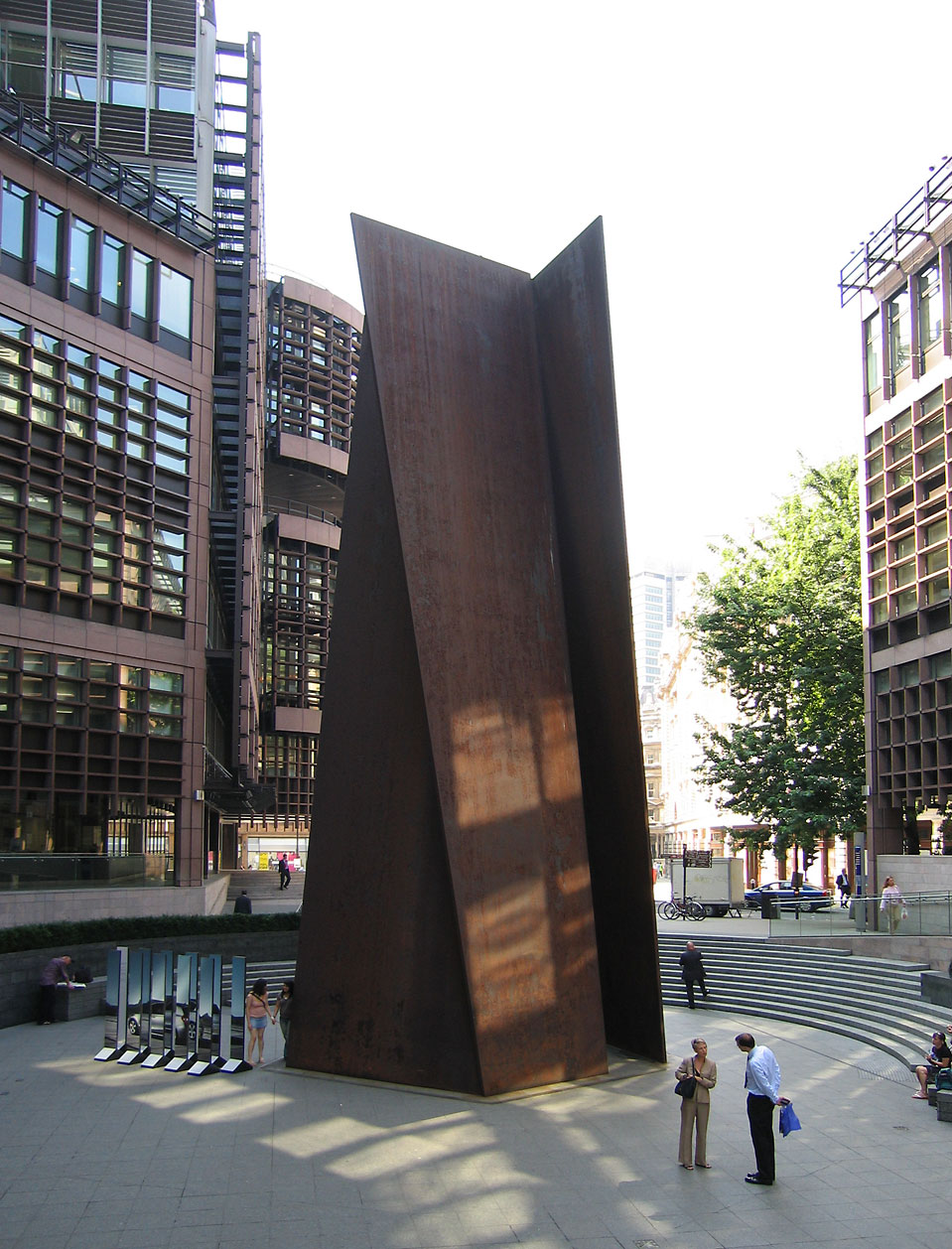
Fulcrum'(1987) Richard Serra, Londen
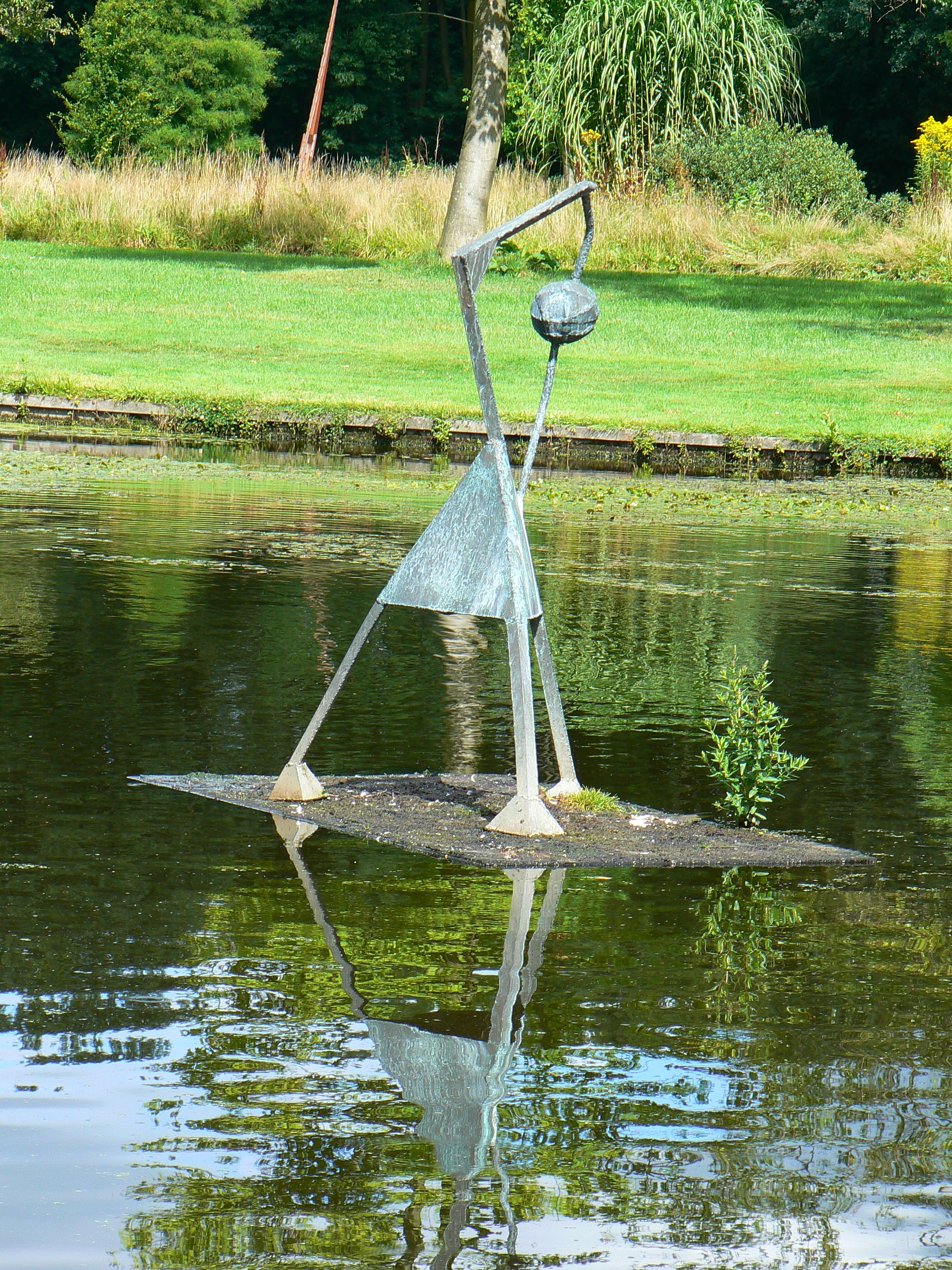
Stormvogel (1987) Egbert Hanning, Hoogezand

## Bouwkunst

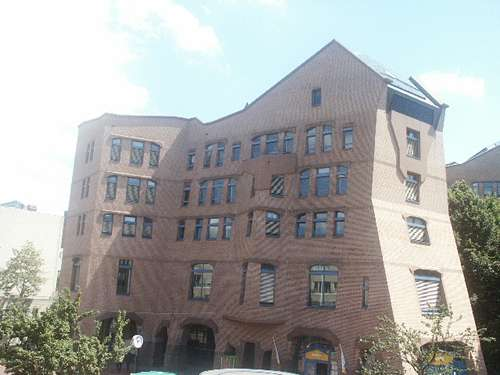
Voormalig NMB hoofdkantoor Amsterdam Zuidoost, Ton Alberts
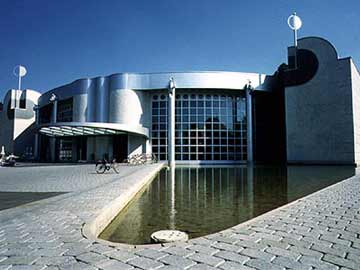
Migros OM Supermarket, Bern-Ostermundigen (1987) Justus Dahinden

## Geboren

### Januari

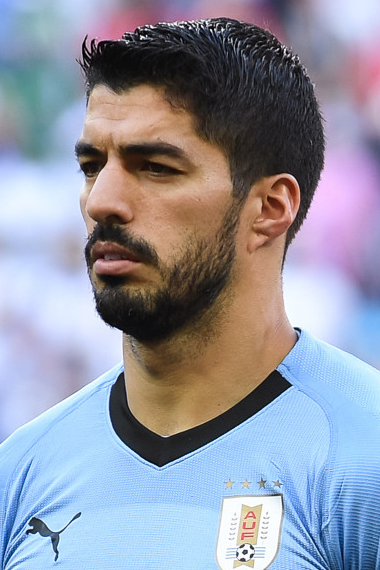
Luis Suárez,
geboren op 24 januari

- 1 - Meryl Davis, Amerikaans kunstschaatsster
- 1 - Nana Dzagnidze, Georgisch schaakster
- 1 - Kees Pier Tol, Nederlands voetballer
- 2 - Vitaly Anikeyenko, Oekraïens ijshockeyer (overleden 2011)
- 2 - Nađa Higl, Servisch zwemster
- 3 - Angela Fong, Amerikaans model en professioneel worstelaarster
- 4 - Przemysław Tytoń, Pools voetballer
- 4 - Danny Simpson, Engels voetballer
- 5 - Sito Riera, Spaans voetballer
- 6 - Tan Miao, Chinees zwemster
- 6 - Edino Steele, Jamaicaans atleet
- 7 - Davide Astori, Italiaans voetballer (overleden 2018)
- 7 - Stefan Babović, Servisch voetballer
- 7 - Bruno de Barros, Braziliaans atleet
- 7 - Lyndsy Fonseca, Amerikaans actrice
- 8 - Rob Dekay, Nederlands muzikant
- 9 - Sam Bird, Brits autocoureur
- 9 - Paolo Nutini, Schots singer-songwriter
- 9 - Olena Pidhroesjna, Oekraïens biatlete
- 9 - Anna Tatangelo, Italiaanse zangeres
- 9 - Rob Teuwen, Vlaams acteur
- 10 - César Cielo, Braziliaans zwemmer
- 10 - Roel Stoffels, Nederlands voetballer
- 11 - Cláudio Pereira, Portugees voetbalscheidsrechter
- 11 - Jamie Vardy, Engels voetballer
- 12 - Edoardo Mortara, Italiaans autocoureur
- 12 - Naya Rivera, Amerikaans actrice en zangeres (overleden 2020)
- 14 - Helvijs Lūsis, Lets bobsleeër
- 16 - Martijn van de Ven, Nederlands paralympisch sporter
- 16 - Piotr Żyła, Pools schansspringer
- 18 - Johan Djourou, Zwitsers voetballer
- 18 - Vincent Vanryckeghem, Belgisch atleet
- 19 - Andrea Dettling, Zwitsers alpineskiester
- 19 - Edgar Manucharian, Armeens voetballer
- 20 - Evan Peters, Amerikaans acteur
- 20 - Marco Simoncelli, Italiaans motorcoureur (overleden 2011)
- 21 - Tariku Bekele, Ethiopisch atleet
- 21 - Augustine Choge, Keniaans atleet
- 21 - Jeroen Drost, Nederlands voetballer
- 21 - Aida Hadžialić, Zweeds politica
- 21 - Alexander Klöpping, Nederlands internetondernemer in gadgets, blogger, columnist, internetjournalist en -spreker
- 21 - Mulopo Kudimbana, Congolees voetballer
- 21 - Joe Ledley, Welsh voetballer
- 22 - Astrid Jacobsen, Noors langlaufster
- 22 - Anne Kuik, Nederlands politica
- 22 - Shane Long, Iers voetballer
- 24 - Lia Dekker, Nederlands zwemster
- 24 - Luis Suárez, Uruguayaans voetballer
- 25 - Maria Kirilenko, Russisch tennisspeelster
- 26 - Philippe Fostier, Belgisch voetballer
- 26 - Sebastian Giovinco, Italiaans voetballer
- 26 - Gojko Kačar, Servisch voetballer
- 26 - Tigist Tufa, Ethiopisch atlete
- 26 - Rigoberto Urán, Colombiaans wielrenner
- 27 - Lily Donaldson, Brits model
- 27 - Gilberto García Olarte, Colombiaans voetballer
- 27 - Emrullah Güvenç, Belgisch voetballer
- 27 - Hannah Teter, Amerikaans snowboarder
- 28 - Chelsea Brummet, Amerikaans actrice en zangeres
- 28 - Gor Khatchikyan, Armeens-Nederlands arts, schrijver en spreker
- 29 - Gao Chang, Chinees zwemster
- 30 - Arda Turan, Turks voetballer
- 31 - Musa Sinan Yılmazer, Turks voetballer

### Februari

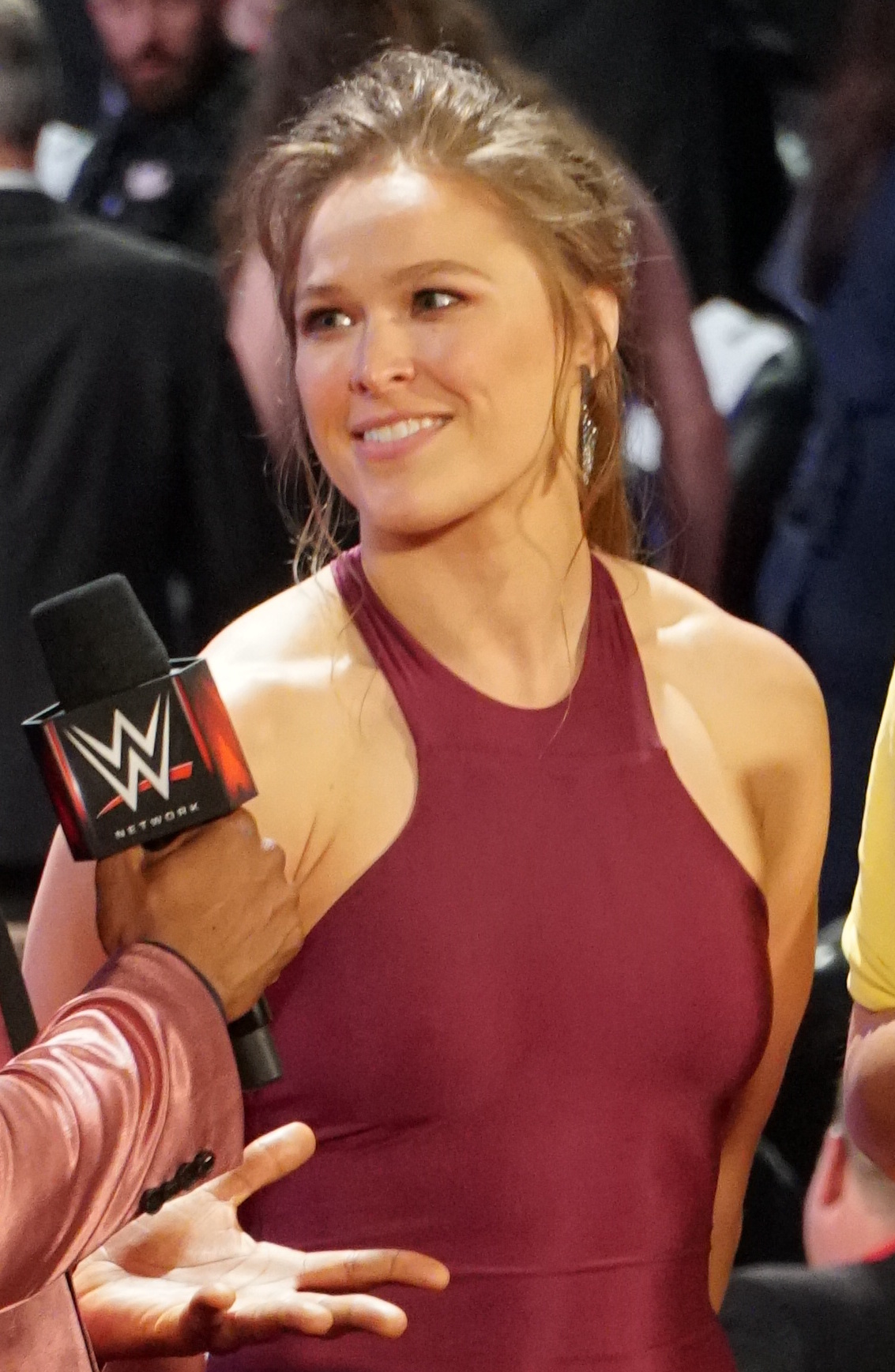
Ronda Rousey,
geboren op 1 februari

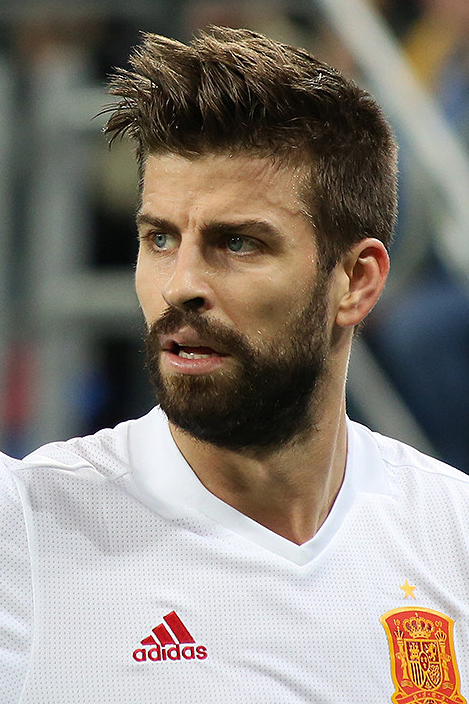
Gerard Piqué,
geboren op 2 februari

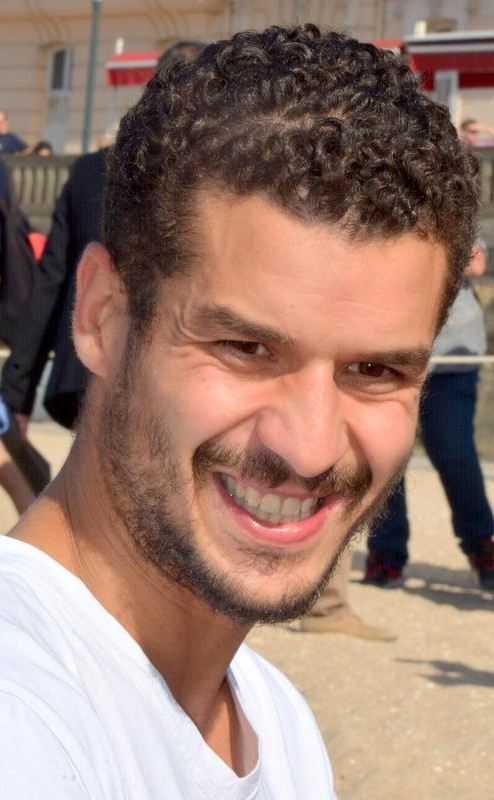
Soufiane Guerrab,
geboren op 18 februari

- 1 - Sebastian Boenisch, Pools voetballer
- 1 - Javier Martina, Nederlands voetballer
- 1 - Heather Morris, Amerikaans actrice en danseres
- 1 - Giuseppe Rossi, Amerikaans-Italiaans voetballer
- 1 - Ronda Rousey, Amerikaans MMA-vechtster, judoka en actrice
- 2 - Håvard Bøkko, Noors schaatser
- 2 - Adrien Niyonshuti, Rwandees wielrenner
- 2 - Gerard Piqué, Spaans voetballer
- 2 - Jonathan Rea, Noord-Iers motorcoureur
- 3 - Bo Storm, Deens voetballer
- 3 - Petri Viljanen, Fins voetbalscheidsrechter
- 4 - Aleksandra Dawidowicz, Pools mountainbikester
- 4 - Lucie Šafářová, Tsjechisch tennisspeelster
- 5 - Chinedu Ede, Duits voetballer
- 6 - Noureddine Smaïl, Frans atleet
- 7 - Fin Bartels, Duits voetballer
- 7 - Stoffel Bollu, Belgisch acteur
- 7 - Monika Brodka, Pools popzangeres
- 7 - Frank van 't Hof, Nederlands radio-dj en producer
- 8 - Javi García, Spaans voetballer
- 9 - Michael B. Jordan, Amerikaans acteur
- 9 - Gustav Svensson, Zweeds voetballer
- 10 - Poli Genova, Bulgaars zangeres
- 10 - Frederiek Nolf, Belgisch wielrenner (overleden 2009)
- 11 - Luca Antonelli, Italiaans voetballer
- 11 - José María Callejón, Spaans voetballer
- 11 - Cheng Shuang, Chinees freestyleskiester
- 11 - Ellen van Dijk, Nederlands wielrenster
- 11 - Marco van Duin, Nederlands voetballer
- 11 - Beat Feuz, Zwitsers alpineskiër
- 11 - Jan Smeekens, Nederlands schaatser
- 11 - Clémentine Delauney, Frans zangeres
- 12 - Guilherme Guido, Braziliaans zwemmer
- 13 - Eljero Elia, Nederlands voetballer
- 13 - Dave Smith, Australisch kanovaarder
- 14 - Muriel Gustavo Becker, Braziliaans voetbaldoelman
- 14 - Edinson Cavani, Uruguayaans voetballer
- 14 - José Miguel Cubero, Costa Ricaans voetballer
- 14 - Joelia Savitsjeva, Russisch zangeres
- 14 - Ellen Parren, Nederlands actrice
- 16 - Jon Ossoff, Amerikaans onderzoeksjournalist en Democratisch politicus
- 16 - Wout van Wengerden, Nederlands atleet
- 17 - Martin Dohál, Slowaaks voetbalscheidsrechter
- 17 - Nacho Elvira, Spaans golfer
- 18 - Michela Cerruti, Italiaans autocoureur
- 18 - Soufiane Guerrab, Frans acteur
- 19 - Rodolfo Ávila, Macaus autocoureur
- 19 - Anna Cappellini, Italiaans kunstschaatsster
- 19 - Ricardo van der Velde, Nederlands wielrenner
- 20 - Tim Sparv, Fins voetballer
- 21 - Ashley Greene, Amerikaans actrice
- 21 - Jens Höing, Duits autocoureur
- 21 - Elliot Page, Canadees acteur
- 21 - Anas Sharbini, Kroatisch voetballer
- 22 - Sergio Romero, Argentijns voetbaldoelman
- 22 - Johannes Theobald, Duits autocoureur
- 24 - Tim Claerhout, Belgisch voetballer
- 25 - Natalie Dreyfuss, Amerikaans actrice
- 25 - Christine Majerus, Luxemburgs wielrenster
- 25 - Andrew Poje, Canadees kunstschaatser
- 25 - Dennis Straatman, Nederlands paralympisch sporter
- 26 - Juraj Kucka, Slowaaks voetballer
- 27 - Alexandra Bracken, Amerikaans schrijfster
- 27 - Florence Kiplagat, Keniaans atlete
- 27 - Bram Smallenbroek, Nederlands schaatser
- 27 - Dalibor Volaš, Sloveens  voetballer
- 28 - Jekaterina Malysjeva, Russisch langebaanschaatsster
- 28 - Armin Niederer, Zwitsers freestyleskiër

### Maart

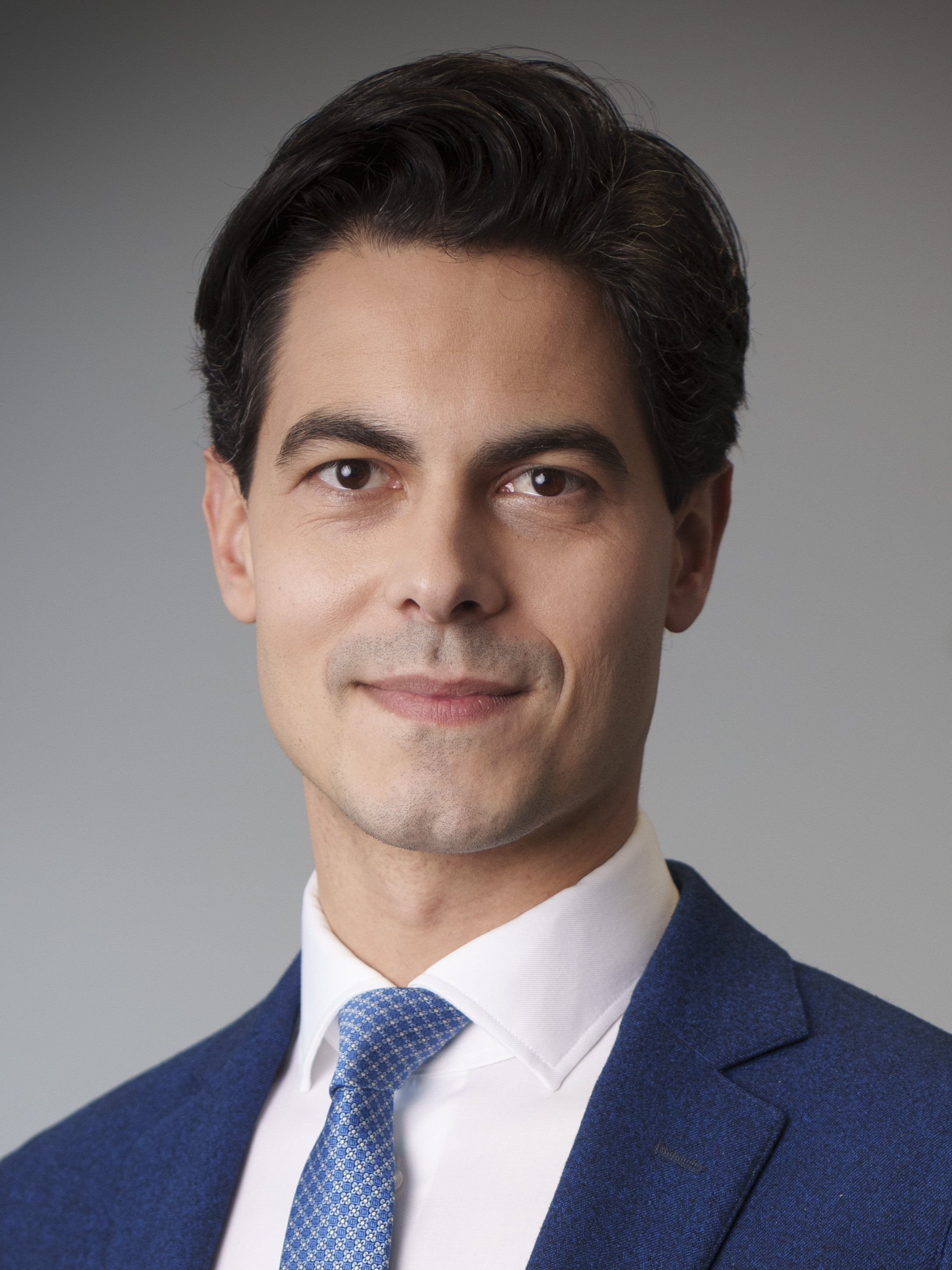
Rob Jetten,
geboren op 25 maart

- 1 - Daniël Stellwagen, Nederlands schaker
- 1 - Hansen Tomas, Nederlands zanger
- 4 - Marina Gilardoni, Zwitsers skeletonster
- 4 - Dominic Maroh, Sloveens-Duits voetballer
- 4 - Leroy Resodihardjo, Nederlands voetballer
- 5 - Chloé Henry, Belgisch atlete
- 5 - Liang Wenbo, Chinees snookerspeler
- 5 - Anna Tsjakvetadze, Russisch tennisspeelster
- 6 - Kevin-Prince Boateng, Duits voetballer
- 7 - Eleni Foureira, Grieks zangeres en danseres
- 8 - Bárbara Seixas, Braziliaans beachvolleybalster
- 8 - Dario Vidosić, Kroatisch voetballer
- 9 - Luigi Bruins, Nederlands voetballer
- 9 - Marta Milani, Italiaans atlete
- 9 - Lykele Muus, Nederlands acteur en schrijver
- 9 - Pirmin Schwegler, Zwitsers voetballer
- 9 - Bow Wow, Amerikaans rapper
- 9 - Mike van der Zanden, Nederlands paralympisch sporter
- 10 - Martijn Plessers, Belgisch voetballer
- 10 - Māris Štrombergs, Lets BMX'er
- 11 - Roel Braas, Nederlands roeier
- 11 - Andreas Kuffner, Duits roeier
- 11 - Ngonidzashe Makusha, Zimbabwaans atleet
- 11 - Erasmo de la Parra, Nederlands filmregisseur en muziekroducent
- 11 - Kirsten Verbist, Belgisch kunstrijdster
- 12 - Jessica Hardy, Amerikaans zwemster
- 12 - Rico Vonck, Nederlands darter
- 13 - José Luis Abadín, Spaans autocoureur
- 14 - Aravane Rezaï, Frans tennisspeelster
- 15 - Michael Klueh, Amerikaans zwemmer
- 15 - Andrés Túñez, Venezolaans voetballer
- 15 - Ivan Vargić, Kroatisch voetbaldoelman
- 16 - Steve Berger, Belgisch doelman
- 17 - Elena Gemo, Italiaans zwemster
- 18 - Rebecca Soni, Amerikaans zwemster
- 19 - Roman Jerjomenko, Russisch-Fins voetballer
- 19 - Magnus Krog, Noors noordse combinatieskiër
- 19 - Dmitri Malysjko, Russisch biatleet
- 19 - Michal Švec, Tsjechisch voetballer
- 20 - Jô, Braziliaans voetballer
- 21 - Joeri Rjazanov, Russisch turner (overleden 2009)
- 22 - Aleš Mertelj, Sloveens voetballer
- 24 - Franziska Hildebrand, Duits biatlete
- 25 - Raffaele De Rosa, Italiaans motorcoureur
- 25 - Abdalaati Iguider, Marokkaans atleet
- 25 - Rob Jetten, Nederlands politicus (D66)
- 25 - Victor Nsofor Obinna, Nigeriaans voetballer
- 25 - Robbin Ruiter, Nederlands voetballer
- 27 - Sanne van Kerkhof, Nederlands shorttrackster
- 27 - Michael Macho, Oostenrijks snowboarder
- 28 - Vaidas Baumila, Litouws zanger
- 28 - Kagney Linn Karter, Amerikaans pornoactrice (overleden 2024)
- 29 - Girma Tadesse, Ethiopisch atlete
- 29 - Lisandra Tena, Amerikaans actrice
- 30 - Aziz Bouhaddouz, Marokkaans voetballer
- 30 - Ren Hang, Chinees kunstfotograaf (overleden 2017)
- 30 - Greg Marasciulo, Amerikaans professioneel worstelaar
- 30 - Shairon Martis, Nederlands honkballer
- 30 - Juan Pablo Pino, Colombiaans voetballer
- 31 - Martijn Teerlinck, Nederlands muzikant en dichter (overleden 2013)
- 31 - Nelli Zhiganshina, Russisch-Duits kunstschaatsster

### April

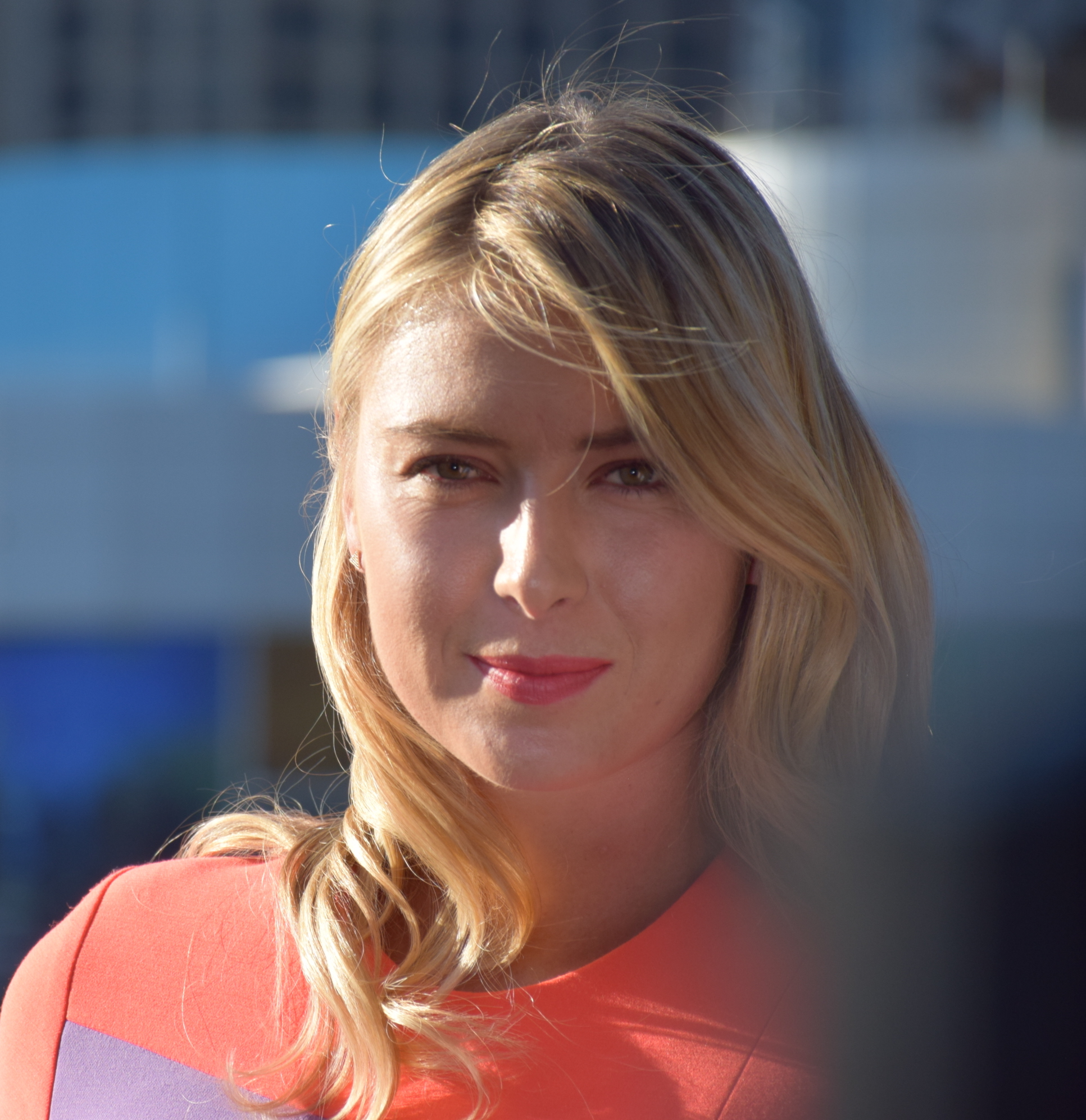
Maria Sharapova,
geboren op 19 april

- 1 - Ding Junhui, Chinees snookerspeler
- 1 - Kate Haywood, Brits zwemster
- 1 - Victor Mids, Nederlands illusionist
- 1 - Evi Neijssen, Nederlands turnster
- 1 - Jenna Presley, Amerikaans pornoactrice
- 1 - Oliver Turvey, Brits autocoureur
- 1 - Juno Rissema, nachtburgemeester en stadsdichter
- 2 - Kim Kintziger, Luxemburgs voetballer
- 3 - Martyn Rooney, Brits atleet
- 4 - Francesco Castellacci, Italiaans autocoureur
- 4 - Robert Jones, Engels voetbalscheidsrechter
- 4 - Sami Khedira, Tunesisch-Duits voetballer
- 4 - McDonald Mariga, Keniaans voetballer
- 6 - Robin Haase, Nederlands tennisser
- 7 - Martín Cáceres, Uruguayaans voetballer
- 7 - Kevin Gleason, Amerikaans autocoureur
- 7 - Arjen van der Meulen, Nederlands zwemmer
- 7 - Eelco Sintnicolaas, Nederlands atleet
- 8 - Royston Drenthe, Nederlands voetballer
- 8 - Peter Hickman, Brits motorcoureur
- 9 - Kevin Gameiro, Frans voetballer
- 9 - Blaise Matuidi, Frans voetballer
- 9 - Jesse McCartney, Amerikaans acteur en zanger
- 9 - Sara Petersen, Deens atlete
- 9 - Evander Sno, Nederlands voetballer
- 10 - Arnout Matthijs, Belgisch atleet
- 10 - Taida Pasić, Servisch-Kosovaars scholiere, wier verblijfsstatus in Nederland landelijke aandacht kreeg
- 11 - Joss Stone, Brits zangeres
- 11 - Joseph Sullivan, Nieuw-Zeelands roeier
- 12 - Aleksandr Broechankov, Russisch triatleet
- 12 - Brooklyn Decker, Amerikaans model en actrice
- 12 - Brendon Urie, Amerikaans leadzanger
- 12 - Lisette Wellens, Nederlands verslaggeefster en tv-presentatrice
- 14 - Esther Akihary, Nederlands atlete
- 15 - Yasmani Copello, Cubaans-Turks atleet
- 15 - Eva Crutzen, Nederlands cabaretière, zangeres en actrice
- 15 - Gatis Smukulis, Lets wielrenner
- 16 - Atsede Baysa, Ethiopisch atlete
- 17 - Joost Reijns, Nederlands zwemmer
- 17 - Jérémy Taravel, Frans voetballer
- 18 - Lizaveta Kuzmenka, Wit-Russisch alpineskiester
- 18 - Stanislav Lachtjoechov, Russisch zwemmer
- 18 - Wiegertje Postma, Nederlands schrijfster en columniste
- 19 - Workitu Ayanu, Ethiopisch atlete
- 19 - Joe Hart, Engels voetballer
- 19 - Alexandre Imperatori, Zwitsers autocoureur
- 19 - Maria Sjarapova, Russisch tennisspeelster
- 21 - Pietro Gandolfi, Italiaans autocoureur
- 21 - Leroy George, Nederlands voetballer
- 22 - Chas Guldemond, Amerikaans snowboarder
- 23 - Maaike Timmerman, Nederlands tv-presentatrice
- 23 - Paul Zwama, Nederlands atleet
- 24 - Simone Corsi, Italiaans motorcoureur
- 24 - Rein Taaramäe, Estisch wielrenner
- 24 - Jan Vertonghen, Belgisch voetballer
- 24 - Jeffrey Wammes, Nederlands turner
- 26 - Shoko Fujimura, Japans langebaanschaatsster
- 26 - Jelle de Jong, Nederlands acteur
- 26 - Anneleen Lenaerts, Belgisch harpiste
- 27 - William Moseley, Brits acteur
- 27 - Kim Ruell, Belgisch atleet
- 28 - Zoran Tošić, Servisch voetballer
- 29 - Sara Errani, Italiaans tennisster
- 29 - Aleksej Poltoranin, Kazachs langlaufer
- 29 - Justus Strid, Zweeds kunstschaatser
- 30 - Marta Bastianelli, Italiaans wielrenster
- 30 - Rens Kroes, Nederlands schrijfster, blogger
- 30 - Kazuya Oshima, Japans autocoureur

### Mei

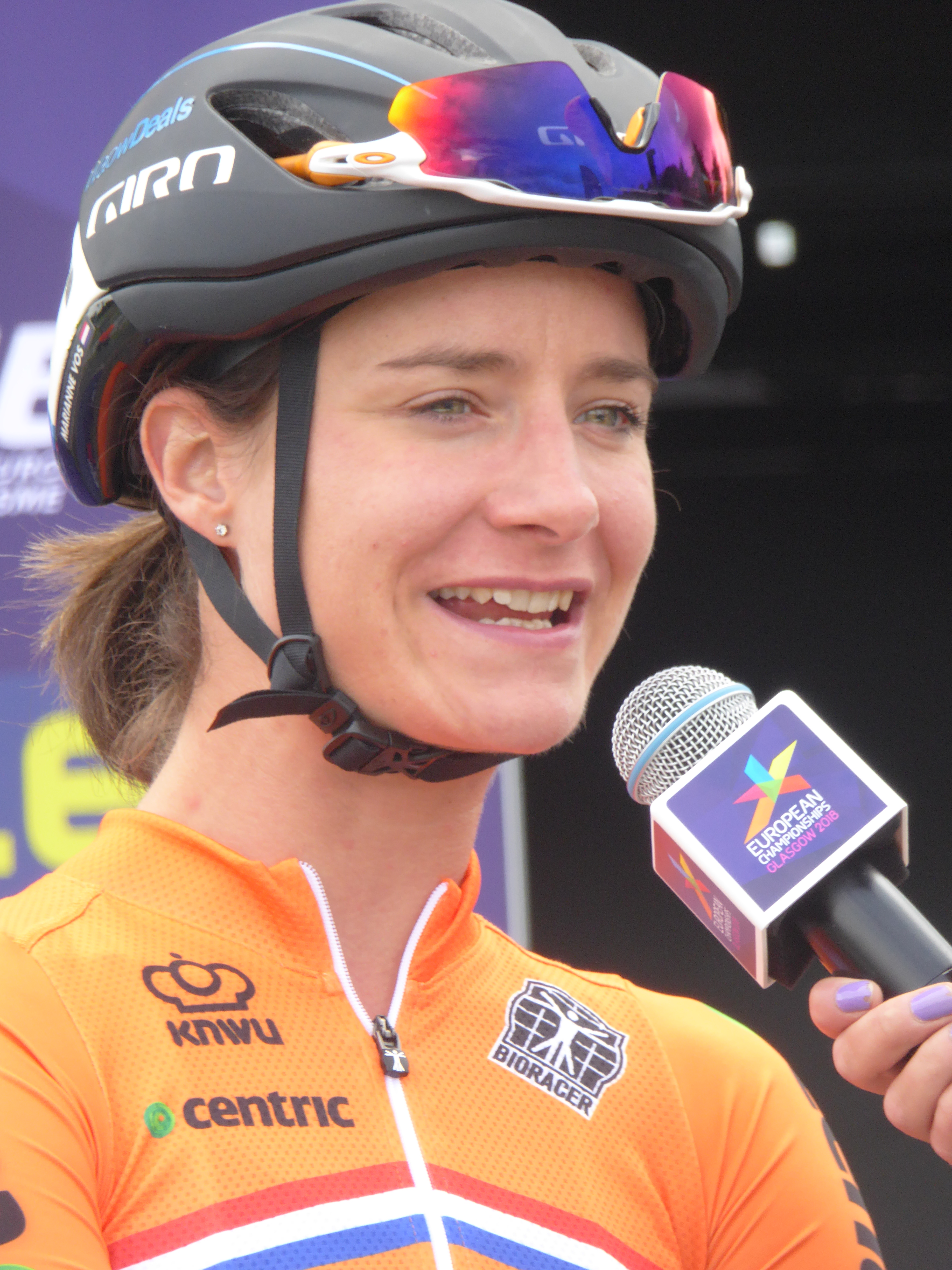
Marianne Vos,
geboren op 13 mei

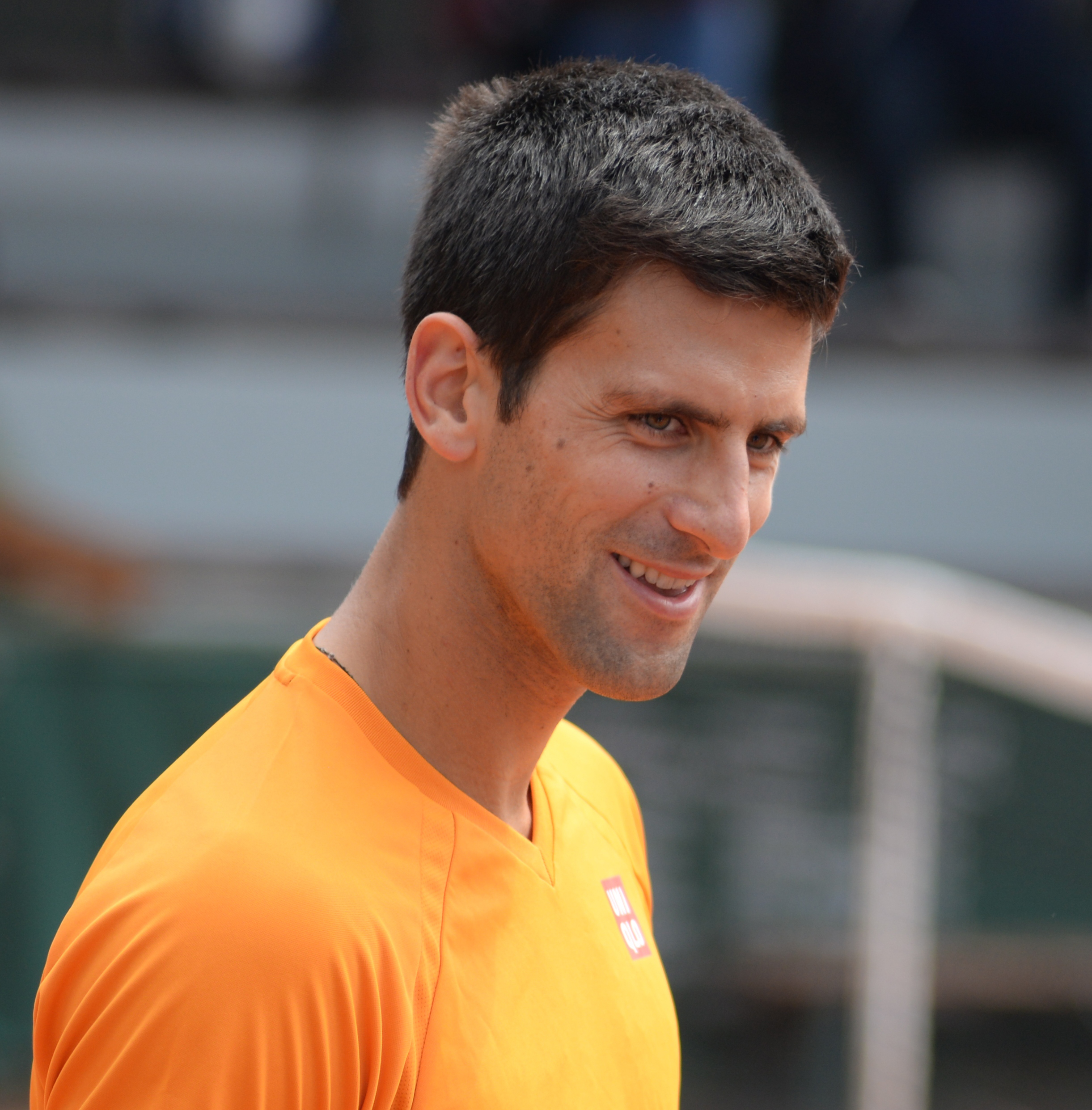
Novak Djokovic,
geboren op 22 mei

- 1 - Leonardo Bonucci, Italiaans voetballer
- 1 - Saidi Ntibazonkiza, Nederlands-Burundees voetballer
- 1 - Shahar Peer, Israëlisch tennisspeelster
- 2 - Tomer Hemed, Israëlisch voetballer
- 2 - Benjamin Lambot, Belgisch voetballer
- 2 - Mae Martin, Canadees komiek en acteur
- 2 - Thilo Stralkowski, Duits hockeyer
- 3 - Rolando Palacios, Hondurees atleet
- 4 - Francesc Fàbregas, Spaans voetballer
- 4 - Annelies Peetroons, Belgisch atlete
- 4 - Jaime Peters, Canadees voetballer
- 4 - Ilana Rooderkerk, Nederlands actrice
- 5 - Matthew Brittain, Zuid-Afrikaans roeier
- 5 - Jessie Cave, Engels actrice
- 5 - Graham Dorrans, Schots voetballer
- 5 - Rick van Gastel, Nederlands acteur
- 6 - Crisanto Grajales, Mexicaans triatleet
- 6 - Dries Mertens, Belgisch voetballer
- 6 - Meek Mill, Amerikaans rapper
- 6 - Moon Geun-young, Koreaans actrice
- 7 - Vreneli van Helbergen, Nederlands actrice
- 7   - Jérémy Ménez, Frans voetballer
- 8 - Arsen Julfalakyan, Armeens worstelaar
- 9 - Dennis Telgenkamp, Nederlands voetbaldoelman
- 12 - Alex Gough, Canadees rodelaarster
- 12 - Liu Hong, Chinees atlete
- 12 - Darren Randolph, Iers voetballer
- 12 - Robbie Rogers, Amerikaans voetballer
- 13 - Hunter Parrish, Amerikaans acteur
- 13 - Kyle Richardson, Australisch zwemmer
- 13 - Marianne Vos, Nederlands wielrenster
- 13 - Charlotte Wessels, Nederlands zangeres
- 14 - Felipe França, Braziliaans zwemmer
- 15 - Anaïs Bescond, Frans biatlete
- 15 - Leonardo Mayer, Argentijns tennisser
- 15 - Andy Murray, Brits tennisser
- 15 - Fabián Rinaudo, Argentijns voetballer
- 15 - Linda Sembrant, Zweeds voetbalster
- 17 - Moussa Dembélé, Belgisch voetballer
- 17 - Edvald Boasson Hagen, Noors wielrenner
- 18 - Solomon Bockarie, Sierra Leonees/Nederlands atleet
- 18 - Luisana Lopilato, Argentijns model, actrice en zangeres
- 19 - Lukas Müller, Duits roeier
- 19 - Jayne Wisener, Noord-Iers actrice en zangeres
- 20 - Ajmal Faizzada, Afghaans judoka
- 20 - Iris Hond, Nederlands pianiste
- 20 - Andrea Lalli, Italiaans atleet
- 20 - Taku Takeuchi, Japans schansspringer
- 21 - Rovena Marku, Albanees zwemster
- 22 - Novak Đoković, Servisch tennisser
- 22 - Kyle Gibson, Amerikaans basketballer
- 22 - Andrew Lauterstein, Australisch zwemmer
- 22 - Arturo Vidal, Chileens voetballer
- 22 - Jonneke de Zeeuw, Nederlands culinair journalist
- 23 - Windham Rotunda, Amerikaans worstelaar (overleden 2023)
- 23 - Richard Schmidt, Duits roeier
- 24 - Fabio Fognini, Italiaans tennisser
- 25 - Timothy Derijck, Belgisch voetballer
- 25 - Kamil Stoch, Pools schansspringer
- 26 - Tooji, Noors zanger, presentator en model
- 27 - Gervinho, Ivoriaans voetballer
- 27 - Martina Sáblíková, Tsjechisch schaatsster
- 27  - Robert Tesche, Duits voetballer
- 28 - Yoann Kowal, Frans atleet
- 28 - Markus Malin, Fins snowboarder
- 28 - Jessica Rothe, Amerikaans actrice
- 28 - Leanne Smith, Amerikaans alpineskiester
- 29 - Yanet Bermoy, Cubaans judoka
- 29 - Kelvin Maynard, Surinaams-Nederlands voetballer (overleden 2019)
- 29 - Roberts Rode, Lets alpineskiër
- 29 - Alessandra Torresani, Amerikaans actrice
- 29 - Tim Visser, Nederlands rugbyer

### Juni

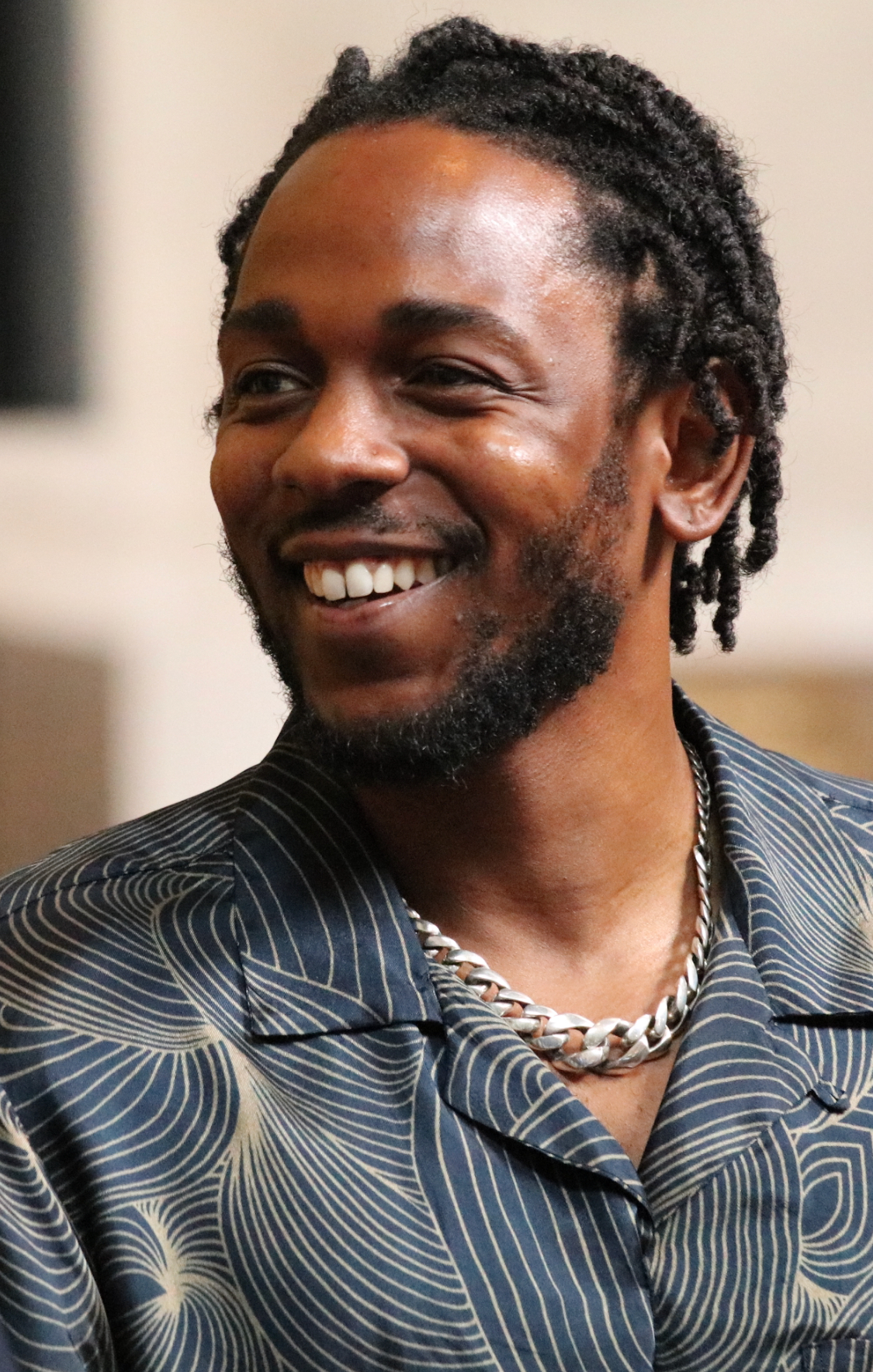
Kendrick Lamar,
geboren op 17 juni

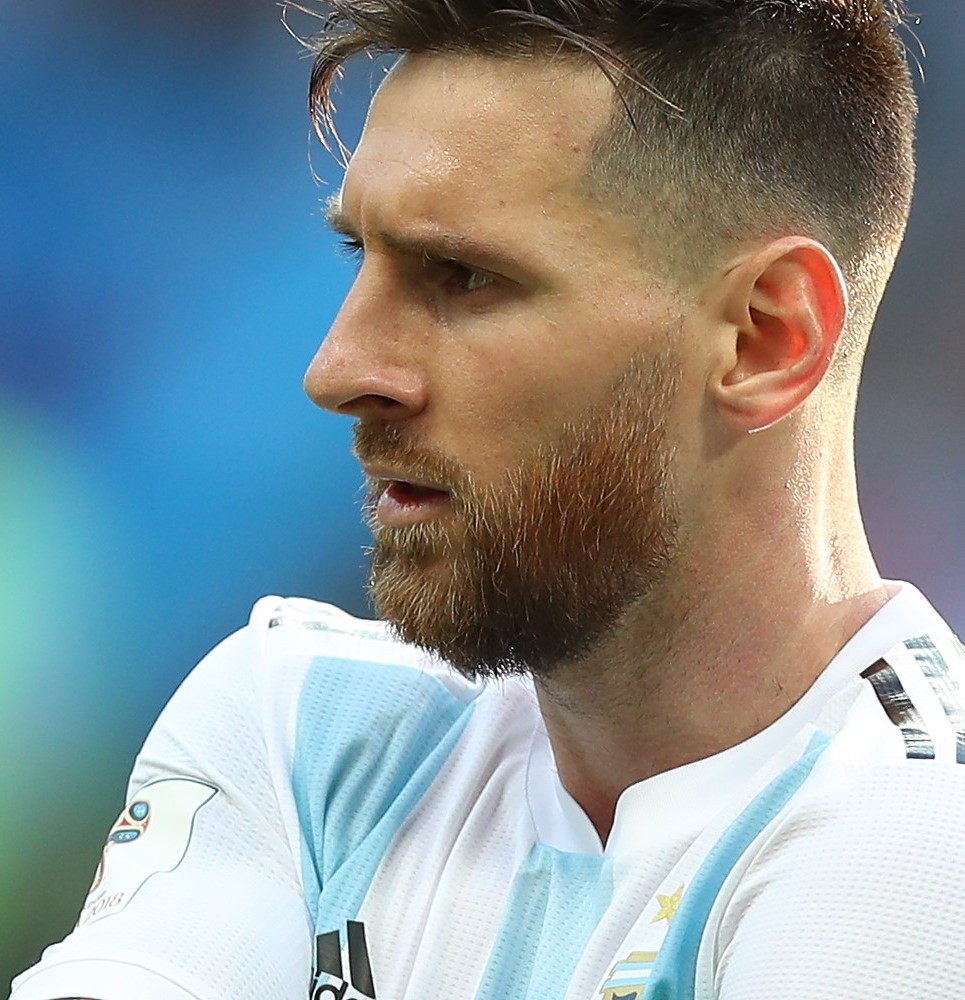
Lionel Messi,
geboren op 24 juni

- 1 - Iris Hesseling, Nederlands actrice
- 1 - Yarisley Silva, Cubaans atlete
- 1 - Bryan Staring, Australisch motorcoureur
- 2 - Alexis Masbou, Frans motorcoureur
- 2 - Sarah Reid, Canadees skeletonster
- 3 - Ajouad El Miloudi, Nederlands tv- en radiopresentator
- 8 - Coralie Balmy, Frans zwemster
- 8 - Matea Ferk, Kroatisch alpineskiester
- 8 - Vera Sokolova, Russisch atlete
- 8 - Issiar Dia, Frans-Senegalees voetballer
- 9 - Jerrel Feller, Nederlands atleet
- 9 - Jelle Schijvenaars, Nederlands voetballer
- 12 - Julia Dujmovits, Oostenrijks snowboardster
- 12 - Max Snegirev, Russisch autocoureur
- 12 - Julia Wilkinson, Canadees zwemster
- 13 - Marcin Lewandowski, Pools atleet
- 14 - Ana Romero, Spaans voetbalster
- 16 - Gerald Beugnies, Belgisch voetballer
- 16 - Benjamin Lariche, Frans autocoureur
- 16 - Christian Kabeya, Belgisch voetballer
- 16 - Tobias Wendl, Duits rodelaar
- 17 - Anžej Dežan, Sloveens popzanger
- 17 - Kendrick Lamar, Amerikaans rapper
- 18 - Marcelo Moreno, Boliviaans voetballer
- 19 - Jekaterina Iljoechina, Russisch snowboardster
- 20 - Joseph Ebuya, Keniaans atleet
- 21 - Sebastian Prödl, Oostenrijks voetballer
- 22 - Lisa Hordijk, Nederlands zangeres
- 23 - Stanley Aborah, Ghanees-Belgisch voetballer
- 24 - Lionel Messi, Argentijns voetballer
- 24 - Pierre Vaultier, Frans snowboarder
- 24 - Trixie Whitley, Belgisch-Amerikaans muzikante
- 25 - Elis Bakaj, Albanees voetballer
- 25 - Claudio Corti, Italiaans motorcoureur
- 26 - Carlos Iaconelli, Braziliaans autocoureur
- 26 - Marco Solorza, Argentijns motorcoureur
- 27 - Julien Bérard, Frans wielrenner
- 27 - Steve Duplinsky, Amerikaans triatleet
- 28 - Jaime Bruinier, Nederlands voetballer
- 28 - Teddy Chevalier, Frans voetballer
- 28 - Bogdan Stancu, Roemeens voetballer
- 28 - Justyn Warner, Canadees atleet
- 29 - Hamad Al Fardan, Bahreins autocoureur
- 29 - Gal Nevo, Israëlisch zwemmer
- 30 - Vegard Braaten, Noors voetballer
- 30 - Marieke Westenenk, Nederlands actrice, zangeres en model

### Juli

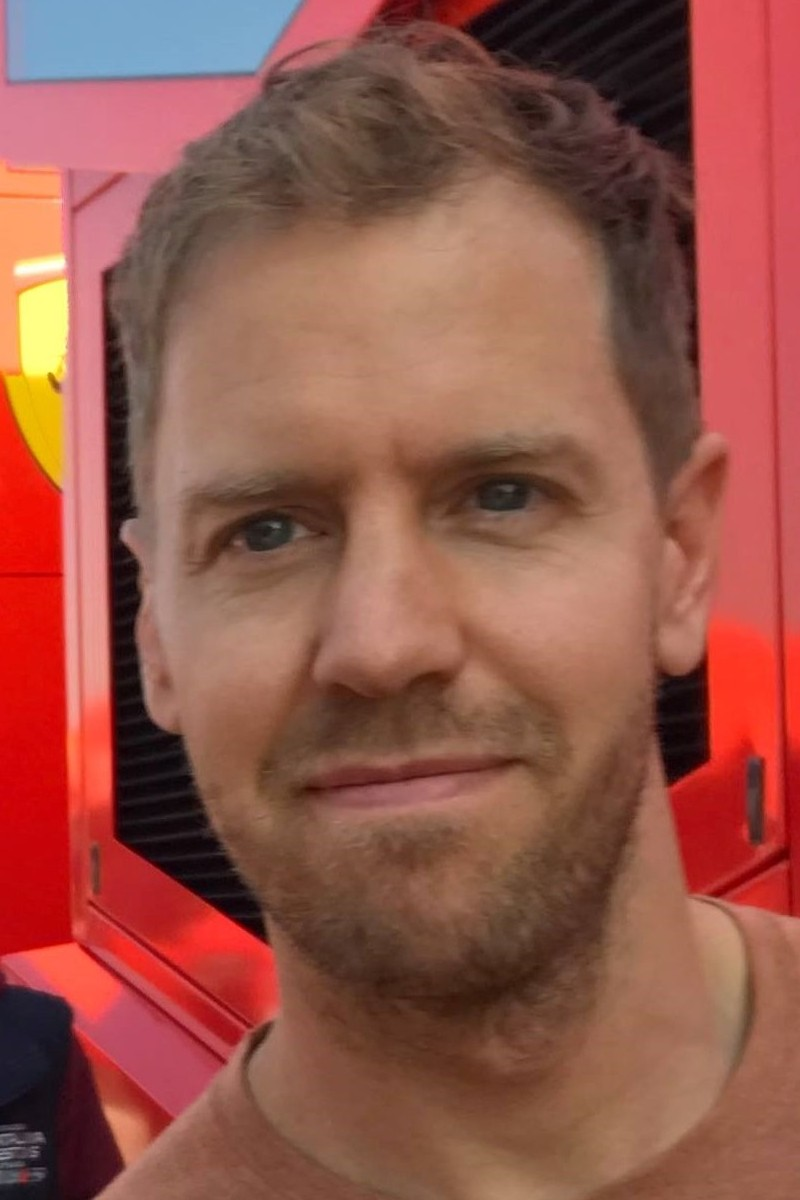
Sebastian Vettel,
geboren op 3 juli

- 3 - Chad Broskey, Amerikaans acteur
- 3 - Stian Paulsen, Noors autocoureur
- 3 - Jan-Philipp Rabente, Duits hockeyer
- 3 - Roeslan Tleoebajev, Kazaks wielrenner
- 3 - Hanna Vandenbussche, Belgisch atlete
- 3 - Sebastian Vettel, Duits autocoureur
- 4 - Wude Ayalew, Ethiopisch atlete
- 4 - Goeram Kasjia, Georgisch voetballer
- 4 - Markus Schairer, Oostenrijks snowboarder
- 5 - Alexander Kristoff, Noors wielrenner
- 5 - Irvette van Zyl, Zuid-Afrikaans atlete
- 6 - Bjorn Blommerde, Nederlands atleet
- 6 - Niklas Dyrhaug, Noors langlaufer
- 7 - Jan Peter Teeuw, Nederlands dirigent en organist
- 8 - Juan Carlos Paredes, Ecuadoraans voetballer
- 8 - Sergio Zijler, Nederlands voetballer
- 10 - Steffen Deibler, Duits zwemmer
- 11 - William Meynard, Frans zwemmer
- 11 - Sarah Morton, Nederlands schrijfster
- 13 - Andreas Bube, Deens atleet
- 13 - Wendy-Kristy Hoogerbrugge, Nederlands model en presentatrice
- 14 - Adam Johnson, Engels voetballer
- 14 - Dan Smith, Brits zanger en pianist
- 14 - Ryan Sweeting, Amerikaans tennisser
- 15 - Ji Cheng, Chinees wielrenner
- 15 - Kubat Selim, Belgisch bokser
- 15 - Rafael Serrano, Spaans wielrenner
- 15 - Marco Rohrer, Zwitsers skeletonracer
- 17 - Jan Charouz, Tsjechisch autocoureur
- 17 - Isabel Derungs, Zwitsers olympisch deelnemer
- 19 - Brenda Baar, Nederlands atlete
- 19 - Junya Koga, Japans zwemmer
- 20 - Miki Ito, Japans freestyleskiester
- 21 - Antonina Krivosjapka, Russisch atlete
- 22 - Andrej Goloebev, Kazachs tennisser
- 22 - Charlotte Kalla, Zweeds langlaufster
- 22 - Tom Wallisch, Amerikaans freestyleskiër
- 23 - Nick D'Arcy, Australisch zwemster
- 23 - Julian Nagelsmann, Duits voetbaltrainer en voormalig profvoetballer
- 24 - Karoline Næss, Noors handbalster
- 24 - Mara Wilson, Amerikaans actrice
- 25 - Mitchell Burgzorg, Nederlands voetballer
- 25 - Konstantin Schad, Duits snowboarder
- 25 - Carola Winter, Duits voetbalster
- 26 - Kristijan Đurasek, Kroatisch wielrenner
- 27 - Thomas Enevoldsen, Deens voetballer
- 27 - Marek Hamšík, Slowaaks voetballer
- 27 - Hripsime Khurshudyan, Armeens gewichtheffer
- 27 - Susanne Moll, Oostenrijks snowboardster
- 27 - Boris Steimetz, Frans zwemmer
- 28 - Pedro, Spaans voetballer
- 30 - Sean Greenwood, Iers skeletonracer
- 31 - Mikaël Brageot, Frans piloot
- 31 - Anouk Maas, Nederlands actrice

### Augustus

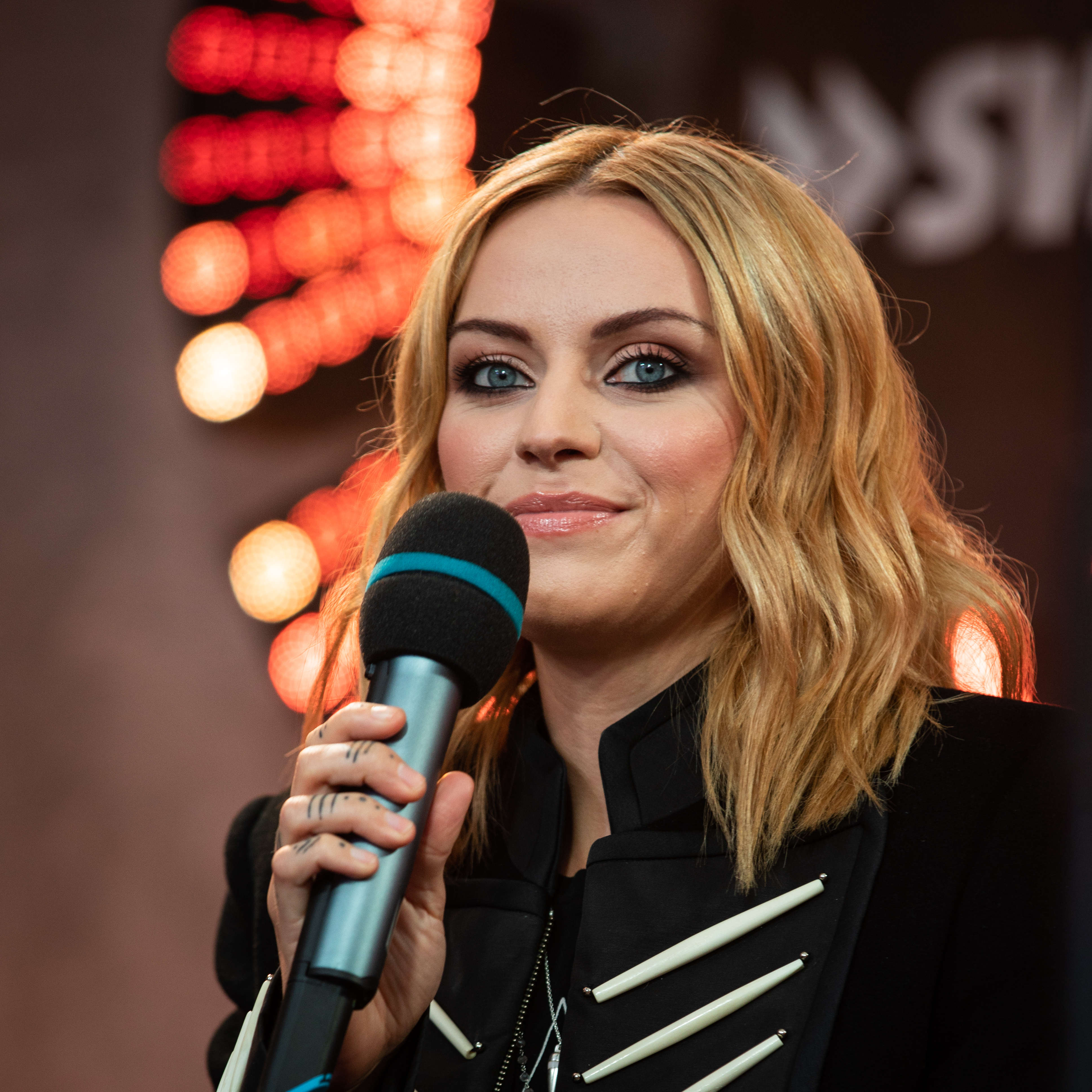
Amy MacDonald,
geboren op 25 augustus

- 1 - Jakov Fak, Sloveens-Kroatisch biatleet
- 1 - Sébastien Pocognoli, Belgisch voetballer
- 2 - Hannah Hoekstra, Nederlands actrice
- 2 - Mariya Ryemyen, Oekraïens atlete
- 3 - Stanton Lewis, Zuid-Afrikaans voetballer
- 3 - Gary Medel, Chileens voetballer
- 3 - Mandy Mulder, Nederlands zeilster
- 4 - James Jakes, Brits autocoureur
- 4 - Nicolas Oliveira, Braziliaans zwemmer
- 4 - Sam Underwood, Engels acteur
- 5 - Lexi Belle, Amerikaans porno-actrice
- 5 - Benjamin Compaoré, Frans atleet
- 6 - Joran van der Sloot, Nederlands verdachte van de verdwijning van Natalee Holloway
- 7 - Felipe Aliste Lopes, Braziliaans voetballer
- 7 - Sidney Crosby, Canadees ijshockeyer
- 7 - Andrew Landry, Amerikaans golfer
- 7 - Jérémie Pignard, Frans voetbalscheidsrechter
- 7 - Jeroen Voogd, Nederlands paralympisch sporter
- 9 - Giovanni Tedeschi, Italiaans autocoureur
- 10 - Jim Bakkum, Nederlands zanger en acteur
- 10 - Tom Wiggers, Nederlands atleet
- 10 - Lorenzo Zanetti, Italiaans motorcoureur
- 11 - Grant Brits, Australisch zwemmer
- 11 - Ryan Murray, Schots darter
- 14 - Tim Tebow, Amerikaans Americanfootballspeler en honkballer
- 15 - Michel Kreder, Nederlands wielrenner
- 17 - Aleksandr Malychin, Wit-Russisch autocoureur
- 18 - Mika Boorem, Amerikaans actrice
- 18 - Oliver Campos-Hull, Spaans autocoureur
- 18 - Thomas Kvist, Deens wielrenner
- 18 - Tyler McGill, Amerikaans zwemmer
- 18 - Igor Sijsling, Nederlands tennisser
- 18 - Yu Dan, Chinees schutter
- 19 - Dominique Archie, Amerikaans basketballer
- 19 - Ross Bekkering, Canadees-Nederlands basketballer
- 19 - Nick Driebergen, Nederlands zwemmer
- 19 - Simone Sozza, Italiaans voetbalscheidsrechter
- 19 - Yootha Wong-Loi-Sing, Nederlands actrice en zangeres
- 20 - Simon Shnapir, Amerikaans kunstschaatser
- 21 - Lona Kroese, Nederlands zwemster
- 21 - Nyasha Mushekwi, Zimbabwaans voetballer
- 21 - Anton Sjipoelin, Russisch biatleet
- 22 - Mischa Zverev, Duits tennisser
- 23 - Murielle Ahouré, Ivoriaans atlete
- 24 - Fritz Dopfer, Duits-Oostenrijks alpineskiër
- 24 - Stefano Keizers, Nederlands cabaretier
- 25 - Zahir Ali, Indonesisch autocoureur
- 25 - Ollie Hancock, Brits autocoureur
- 25 - Blake Lively, Amerikaans actrice
- 25 - Amy Macdonald, Schots zangeres
- 25 - Renny Quow, atleet uit Trinidad en Tobago
- 26 - Gregory Halman, Nederlands honkballer (overleden 2011)
- 27 - Ashley Jackson, Engels hockeyer
- 27 - Jordi Torres, Spaans motorcoureur
- 27 - Nicky Verjans, Nederlands handballer
- 28 - Rouwen Hennings, Duits voetballer
- 28 - Donovan Slijngard, Nederlands voetballer
- 29 - Saskia Loretta Garcia, Nederlands-Colombiaans schermster
- 29 - Sanne Pluim, Nederlands voetbalster
- 30 - Xu Lijia, Chinees zeilster
- 31 - Eric Fernando Botteghin, Braziliaanse voetballer

### September

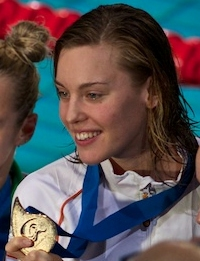
Femke Heemskerk,
geboren op 21 september

- 1 - Lisanne Huisman, Nederlands shorttrackster
- 1 - Ramon Leeuwin, Nederlands voetballer
- 1 - Sevdaliza, Iraans-Nederlands zangeres
- 1 - Leonel Suárez, Cubaans atleet
- 2 - Scott Moir, Canadees kunstschaatser
- 3 - Mohammed Faouzi, Nederlands voetballer
- 3 - Matteo Simoni, Belgisch acteur
- 4 - Gideon Louw, Zuid-Afrikaans zwemmer
- 5 - James Dasaolu, Brits atleet
- 5 - Feder, Frans dj
- 7 - Evan Rachel Wood, Amerikaans actrice
- 8 - Wiz Khalifa, Amerikaans rapper
- 8 - Dominic Parsons, Brits skeletonracer
- 9 - Guy Barnea, Israëlisch zwemmer
- 9 - Sebastian Colloredo, Italiaans schansspringer
- 9 - Andrea Petković, Duits tennisster
- 10 - Elio Verde, Italiaans judoka
- 11 - Clément Chantôme, Frans voetballer
- 11 - Allard Lindhout, Nederlands voetbalscheidsrechter
- 12 - Elena Könz, Zwitsers snowboardster
- 12 - Jeffrey Rijsdijk, Nederlands voetballer
- 12 - Kelvin Snoeks, Nederlands autocoureur
- 12 - Mulualem Girma Teshale, Ethiopisch zwemmer
- 13 - Katarzyna Baranowska, Pools zwemster
- 13 - Jonathan de Guzmán, Nederlands-Canadees voetballer
- 13 - Vincent Kipruto, Keniaans atleet
- 14 - Kyle Anderson, Australisch darter (overleden 2021)
- 14 - Alicia Coutts, Australisch zwemster
- 15 - Anke de Jong, Nederlands journalist
- 15 - Clare Maguire, Brits zangeres
- 15 - Kelly van Zon, Nederlands paralympisch sportster
- 16 - Omid Ebrahimi, Iraans voetballer
- 16 - Dominique Kivuvu, Nederlands voetballer
- 16 - Kyle Lafferty, Noord-Iers voetballer
- 16 - Burry Stander, Zuid-Afrikaans mountainbiker (overleden 2013)
- 17 - Adrián Gavira, Spaans beachvolleyballer
- 17 - Rogier Veenstra, Nederlands voetballer en voetbaltrainer
- 18 - Anne Rats, Nederlands actrice
- 18 - Jeroen van der Wel, Nederlands violist en componist
- 19 - William Moseley, Brits acteur
- 19 - Carlos Quintero, Colombiaans voetballer
- 20 - Reza Ghoochannejhad, Iraans-Nederlands voetballer
- 20 - Alex Pullin, Australisch snowboarder (overleden 2020)
- 20 - Olha Savtsjoek, Oekraïens tennisspeelster
- 20 - Blake Young, Amerikaans motorcoureur
- 21 - Antonin Borga, Zwitsers ondernemer en autocoureur
- 21 - Femke Heemskerk, Nederlands zwemster
- 21 - Daniela Sruoga, Argentijns hockeyster
- 22 - Tom Felton, Brits acteur
- 22 - Bojan Šaranov, Servisch voetballer
- 23 - Erik Janiš, Tsjechisch autocoureur
- 23 - Marcus Sandell, Fins alpineskiër
- 24 - Megan McJames, Amerikaans alpineskiester
- 24 - Senzo Meyiwa, Zuid-Afrikaans voetbaldoelman  (overleden 2014)
- 25 - Anthony Benna, Frans freestyleskiër
- 25 - Kamila Hájková, Tsjechisch kunstschaatsster
- 25 - Darren Leung, Brits autocoureur
- 25 - Monica Niculescu, Roemeens tennisspeelster
- 25 - Joachim Puchner, Oostenrijks alpineskiër
- 26 - Christopher Haase, Duits autocoureur
- 26 - Clément Lefert, Frans zwemmer
- 27 - Vanessa James, Frans kunstschaatsster
- 27 - Olga Poetsjkova, Russisch tennisspeelster
- 27 - David Walters, Amerikaans zwemmer
- 28 - Hilary Duff, Amerikaans popzangeres en actrice
- 28 - Filip Flisar, Sloveens freestyleskiër
- 28 - Adriano Michael Jackson, Braziliaans voetballer
- 30 - Ivan Rovny, Russisch wielrenner

### Oktober

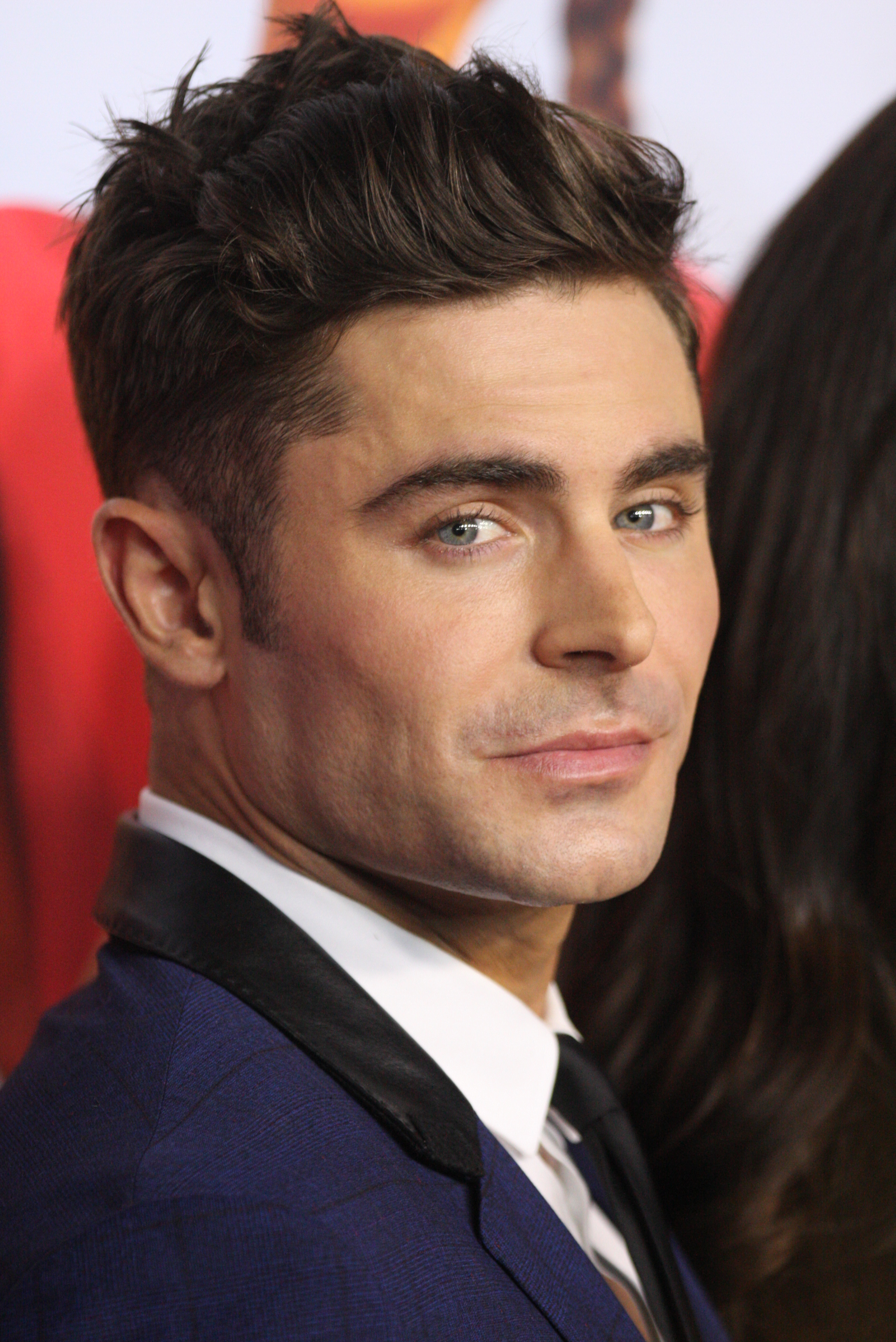
Zac Efron,
geboren op 18 oktober

- 1 - Michaela Coel, Ghanees-Engelse actrice, scenarioschrijfster, dichteres en toneelschrijfster
- 2 - Mathías Cardacio, Uruguayaans voetballer
- 3 - Robert Grabarz, Brits atleet
- 3 - Anna Holmlund, Zweeds freestyleskiester
- 3 - Martin Plowman, Brits autocoureur
- 4 - Juan Pablo García, Mexicaans autocoureur
- 5 - Jean Basson, Zuid-Afrikaans zwemmer
- 6 - Ivelin Popov, Bulgaars voetballer
- 8 - Rutger van Schaardenburg, Nederlands zeiler
- 8 - Hanne Gaby Odiele, Belgisch model
- 9 - Timor Steffens, Nederlands danser
- 9 - Sharleen Stratton, Australisch schoonspringster
- 10 - Nicklas Pedersen, Deens voetballer
- 11 - Mike Conley Jr., Amerikaans basketballer
- 11 - Timo Furuholm, Fins voetballer
- 12 - Shaun Evans, Australisch voetbalscheidsrechter
- 12 - Besian Idrizaj, Oostenrijks voetballer (overleden 2010)
- 13 - Nelson Mason, Canadees autocoureur
- 13 - Sabrina Windmüller, Zwitsers schansspringster
- 14 - Laurien van der Graaff, Zwitsers-Nederlands langlaufster
- 14 - Claudio Lombardelli, Luxemburgs voetballer
- 15 - Kevin Conboy, Deens-Engels voetballer
- 15 - Petra Granlund, Zweeds zwemster
- 16 - Patrizia Kummer, Zwitsers snowboardster
- 18 - Zac Efron, Amerikaans acteur
- 18 - Olesja Povch, Oekraïens atlete
- 21 - Andrej Gretsjin, Russisch zwemmer
- 21 - Dean Lewis, Australisch singer-songwriter
- 21 - Ryan Searle, Engels darter
- 22 - Tiki Gelana, Ethiopisch atlete
- 24 - Anthony Vanden Borre, Belgisch voetballer
- 24 - Charlie White, Amerikaans kunstschaatser
- 25 - Fabian Creemers, Belgisch voetballer
- 25 - Darron Gibson, Iers voetballer
- 25 - Fabian Hambüchen, Duits turner
- 25 - Chariya Nuya, Thais autocoureur
- 26  - Atsede Habtamu, Ethiopisch atlete
- 26 - Xia Lina, Chinees alpineskiester
- 27 - Juha Hakola, Fins voetballer
- 27 - Sandi Putros, Deens voetbalscheidsrechter
- 28 - Jonathan McDonald, Costa Ricaans voetballer
- 28 - Will Oyowe, Belgisch atleet
- 29 - Jessica Dubé, Canadees kunstschaatsster
- 29 - Tove Lo, Zweeds singer-songwriter
- 30 - Jekaterina Toedegesjeva, Russisch snowboardster
- 31 - Tadese Tola, Ethiopisch atleet
- 31 - Jean Karl Vernay, Frans autocoureur

### November

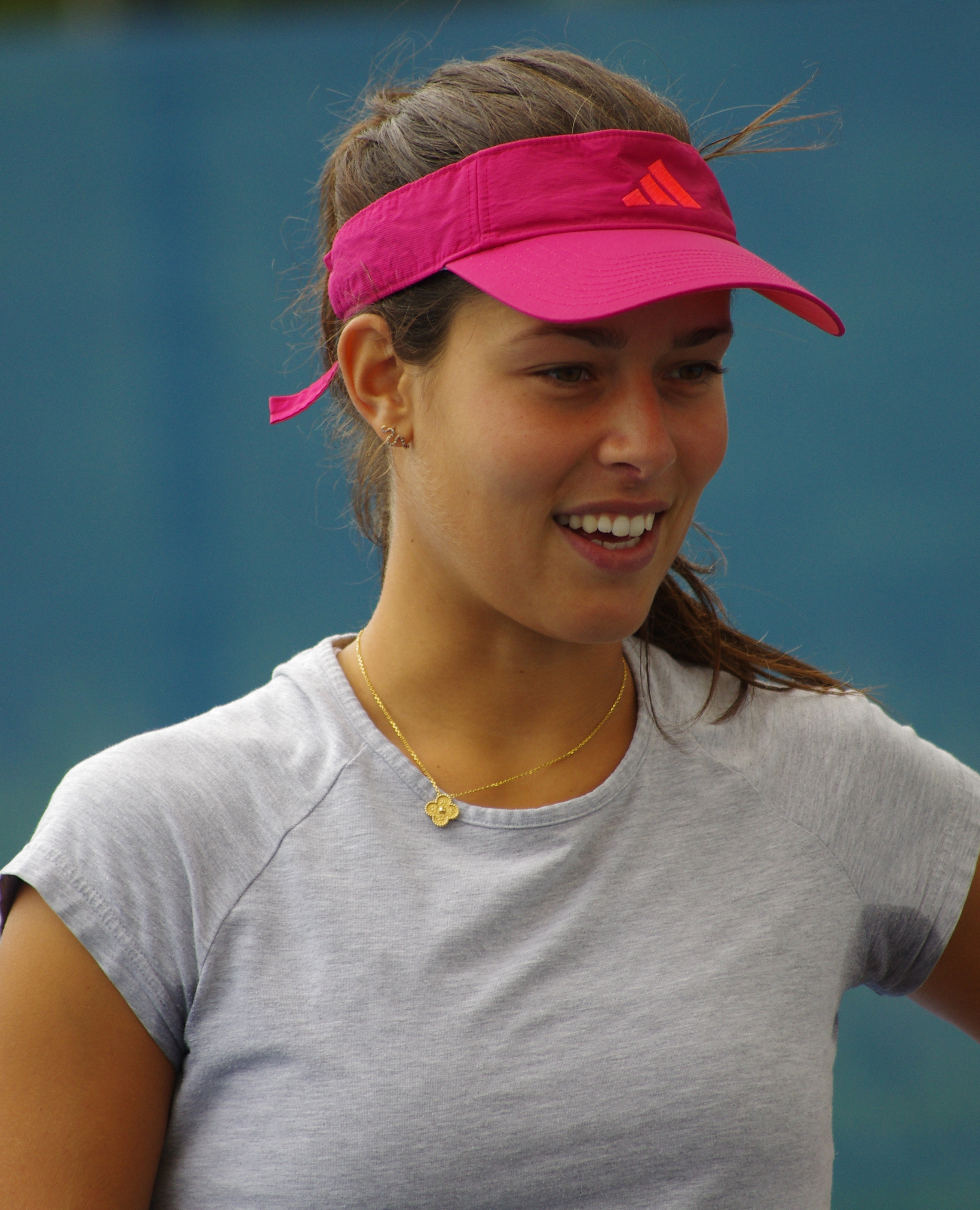
Ana Ivanović,
geboren op 7 november

- 1 - Zach Cherry, Amerikaans acteur
- 1 - Gerson Main, Surinaams-Nederlands singer-songwriter, theatermaker, dichter en gitarist
- 3 - Charlie Houchin, Amerikaans zwemmer
- 3 - Gemma Ward, Australisch model en actrice
- 4 - Jermaine Beal, Amerikaans basketballer
- 4 - Tim Breukers, Nederlands voetballer
- 4 - Tim Douwsma, Nederlands zanger
- 5 - Kevin Jonas, Amerikaans acteur, gitarist en zanger (Jonas Brothers)
- 5 - Kazuya Kaneda, Japans zwemmer
- 5 - Chris Knierim, Amerikaans kunstschaatser
- 6 - Niccolò Campriani, Italiaans schutter
- 7 - Ana Ivanović, Servisch tennisspeelster
- 9 - Kei Cozzolino, Italiaans autocoureur
- 9 - Nouchka Fontijn, Nederlands boksster
- 9 - Lucien van Geffen, Nederlands acteur
- 9 - Mari Laukkanen, Fins biatlete en langlaufster
- 10 - Alastair Brogdon, Engels hockeyer
- 10 - Astrid Sy, Nederlands historica en televisiepresentatrice
- 12 - Joël Kitenge, Luxemburgs voetballer
- 12 - Scotty Lago, Amerikaans snowboarder
- 13 - Aleksandra Urbańczyk, Pools zwemster
- 13 - Dana Vollmer, Amerikaans zwemster
- 14 - Sofia Assefa, Ethiopisch atlete
- 14 - Ondřej Berka, Tsjechisch voetbalscheidsrechter
- 14 - Thijs Boontjes, Nederlands muzikant
- 14 - Daan Brandenburg, Nederlands schaker
- 15 - Leopold König, Tsjechisch wielrenner
- 16 - Amelie Kober, Duits snowboardster
- 17 - Gemma Spofforth, Brits zwemster
- 18 – Brand in de Londense metro
- 19 - Tarra White, Tsjechisch pornoactrice
- 20 - Mylène Lazare, Frans zwemster
- 20 - Gina Stechert, Duits alpineskiester
- 21 - Arne Vanhaecke, Belgisch singer-songwriter en presentator
- 22 - Benjamin Leuchter, Duits autocoureur
- 23 - Lars van der Werf, Nederlands dichter en schrijver
- 24 - Mehmed Alispahić, Bosnisch voetballer
- 24 - Jeremain Lens, Nederlands voetballer
- 24 - Bogdan Milić, Montenegrijns voetballer
- 24 - Renate Reinsve, Noors actrice
- 25 - Dolla, Amerikaans rapper (overleden 2009)
- 25 - Kseniya Grigoreva, Oezbeeks alpineskiester
- 25 - El Arbi Hillel Soudani, Algerijns voetballer
- 25 - Wulf, Nederlands zanger
- 26 - Iris Pruysen, Nederlands paralympisch atlete
- 27 - Santiago Giraldo, Colombiaans tennisser
- 28 - Karen Gillan, Schots actrice en voormalig model
- 28 - Chris Wood, Engels golfer
- 29 - Leif Kristian Haugen, Noors alpineskiër
- 29 - Stephan Veenboer, Nederlands voetballer
- 30 - Vasilisa Bardina, Russisch tennisspeelster
- 30 - Max Gradel, Ivoriaans voetballer
- 30 - Daniel Noboa, Ecuadoriaans politicus; president sinds 2023
- 30 - Dougie Poynter, Brits gitarist

### December

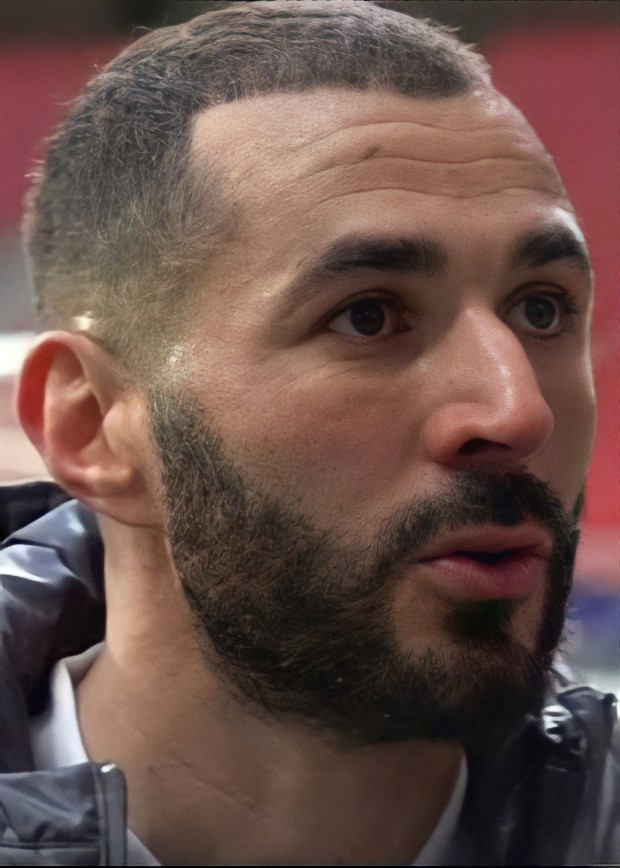
Karim Benzema,
geboren op 19 december

- 1 - Simon Dawkins, Jamaicaans voetballer
- 2 - Jyri Nieminen, Fins voetbaltrainer
- 2 - Dennis van Winden, Nederlands wielrenner
- 4 - Atelaw Bekele, Ethiopisch-Belgisch atleet
- 4 - Roestam Omarov, Kazachs voetbalscheidsrechter
- 6 - Harald Schlegelmilch, Lets autocoureur
- 6 - Sergej Volkov, Russisch freestyleskiër
- 7 - Aaron Carter, Amerikaans zanger (overleden 2022)
- 8 - Susanne Riesch, Duits alpineskiester
- 9 - Niels Marnegrave, Belgisch basketballer
- 9 - Hikaru Nakamura, Amerikaans schaker
- 9 - Keri-Anne Payne, Brits zwemster
- 9 - Ádám Szalai, Hongaars voetballer
- 10 - Sergio Henao, Colombiaans wielrenner
- 13 - Albert Adomah, Ghanees voetballer
- 13 - Randy Martens, Nederlands politicus
- 14 - Lauren Boyle, Nieuw-Zeelands zwemster
- 14 - Julia Smit, Amerikaans zwemster
- 15 - Amanda Balk, Nederlands mediapersoonlijkheid en model
- 16 - Tim Rummens, Belgisch atleet
- 17 - Marina Arzamasova, Wit-Russisch atlete
- 17 - Fabrizio Crestani, Italiaans autocoureur
- 19 - Shuko Aoyama, Japans tennisspeelster
- 19 - Karim Benzema, Frans voetballer
- 19 - Xander De Rycke, Belgisch stand-upcomedian
- 21 - Ingrid Coenradie, Nederlands politica (PVV)
- 21 - Charlotte Leysen, Vlaamse televisiepresentatrice
- 22 - Roy Beerens, Nederlands voetballer
- 22 - Agnieszka Gąsienica-Daniel, Pools skiester
- 23 - Axel Bäck, Zweeds alpineskiër
- 23 - Shara Gillow, Australisch wielrenster
- 23 - Daniela Götz, Duits zwemster
- 23 - Carolien Spoor, Nederlands actrice
- 25 - Patrick Deneen, Amerikaans freestyleskiër
- 25 - Qinghua Ma, Chinees autocoureur
- 26 - Michail Koekoesjkin, Kazachs tennisser
- 26 - Mani (Abdelilah el Foulani), Nederlands rapper
- 27 - Kalibwoy, Nederlands zanger en rapper
- 28 - Adam Gregory, Amerikaans acteur
- 29 - Yuhi Sekiguchi, Japans autocoureur
- 30 - Thomaz Bellucci, Braziliaans tennisser
- 30 - Peter Müllenberg, Nederlands bokser
- 30 - Jason O'Halloran, Australisch motorcoureur
- 30 - Jeanette Ottesen, Deens zwemster
- 31 - Seydou Doumbia, Ivoriaans voetballer
- 31 - Réginal Goreux, Belgisch voetballer
- 31 - Danny Holla, Nederlands voetballer
- 31 - Roland Lamah, Ivoriaans-Belgisch voetballer

### datum onbekend
- Bas Louissen, Nederlands podcast- en radiomaker
- Niña Weijers, Nederlands schrijfster

## Weerextremen in België
- 12 januari: Minimumtemperatuur tot –20,0 °C in Rochefort.
- 13 januari: Minimumtemperatuur tot –15,0 °C in Koksijde.
- 20 januari: Koudste januari-decade van de eeuw: gemiddelde temperatuur van –8,3 °C.
- 4 maart: Temperatuurminimum in Elsenborn (Bütgenbach) bedraagt –16,2 °C.
- 4 mei: 4 cm sneeuw in Botrange (Waimes).
- 21 mei: Laattijdige sneeuwval in de Hoge Venen.
- 30 juni: Hagelbuien beschadigen gewassen in de streek tussen Genk en Hasselt.
- 17 juli: Neerslagtotaal: 82 mm neerslag in Wingene.
- 17 juli: Tornado veroorzaakt schade in Belsele (Sint-Niklaas).
- 24 augustus: Overstromingen in Gerpinnes en in de buurdorpen Acoz en Bouffioulx (Châtelet) met drie doden.
- 1 september: Neerslagtotaal in drie uur in Stavelot 99 mm
- 5 september: Tornado veroorzaakt schade in de omgeving van Rance (Sivry).
- 16 oktober: Zware storm teistert West-Europa, vooral Bretagne en Engeland. In België woedt de storm vooral in het noorden. Maximale windstoten tot 130 km/h aan de kust.

Bron: KMI Gegevens Ukkel 1901-2003 met aanvullingen 